# Macchina da presa

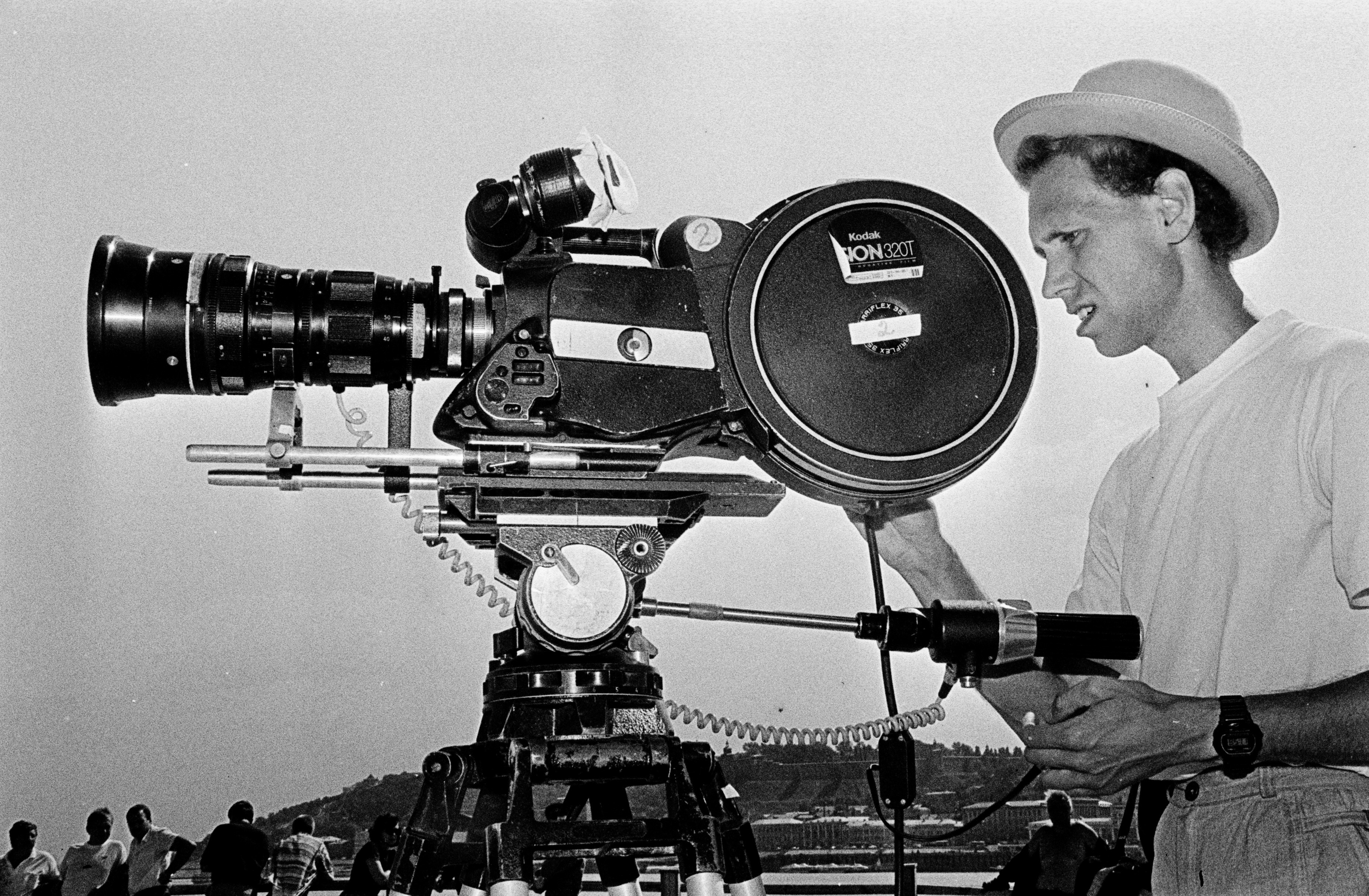
Cinepresa 35 mm

Una macchina da presa cinematografica o macchina da presa (per ellissi) o cinepresa, è un apparato (simile ad una fotocamera) che registra sequenze di immagini fotografiche in rapida successione temporale, su una pellicola cinematografica continua, in modo fotochimico e sfruttando la luce e l'ottica. La pellicola utilizzata da tali apparecchi è costituita di celluloide, poliestere o altro materiale analogo emulsionato ed è tipicamente fornita di perforazioni per mantenere inalterato nel tempo il particolare trascinamento meccanico della stessa, pur esistendoci alcune eccezioni.

Animazione de Il cavallo in Movimento

La sequenza delle singole immagini (in genere, 24 fps o fotogrammi per secondo) così ottenute su pellicola, potrà poi essere riprodotta mediante un proiettore cinematografico, ricreando una immagine animata. La macchina da presa viene utilizzata espressamente nel contesto dell'arte cinematografica, ma anche in altri contesti quale la documentazione di eventi (giornalismo) o di paesaggi (documentari), ecc. Infatti, prima dell'uso quotidiano della televisione, molti programmi di informazione e documentari, venivano proiettati al cinema.

## Storia
La realizzazione della macchina da presa va di pari passo con la storia della fotografia e la storia del cinema. Il tutto si fa risalire al brevetto di George Eastman ed è conseguente la produzione industriale della pellicola (Rollfilm), fra le cui applicazioni c'è la realizzazione da parte di Thomas Alva Edison della prima macchina da presa funzionante, il kinetografo.

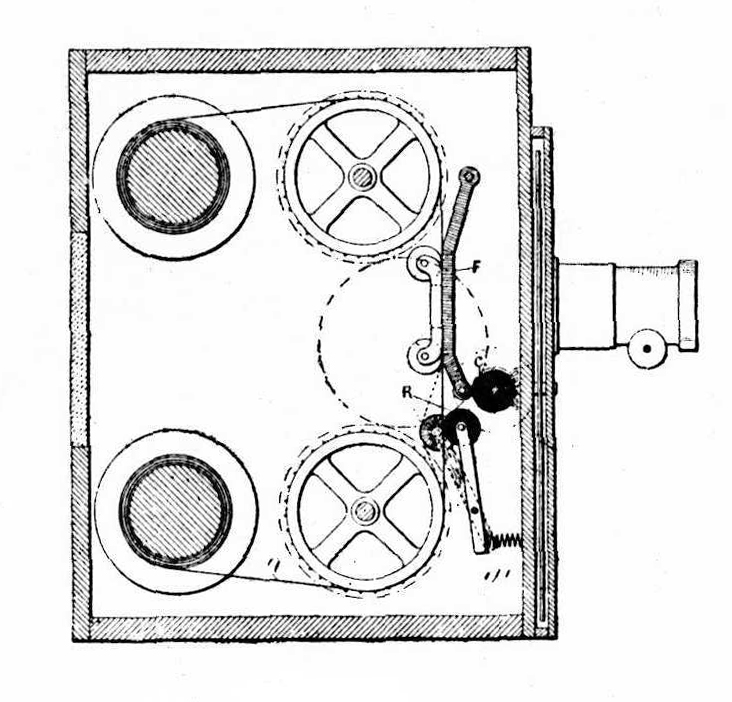
Schema costruttivo della Acres Cinetic Camera (1895)

I Fratelli Lumière nel 1892 realizzarono il loro cinematografo, una macchina da presa che in un solo apparato era duplicatore e proiettore. Entrambi gli apparati utilizzavano la pellicola perforata da 35 mm, che veniva trascinata con l'aiuto di un trascinatore.
Il cinematografo faceva tuttavia scorrere il film in verticale invece che in orizzontale e corrispondeva perciò ampiamente alla moderna tecnica della macchina da presa.

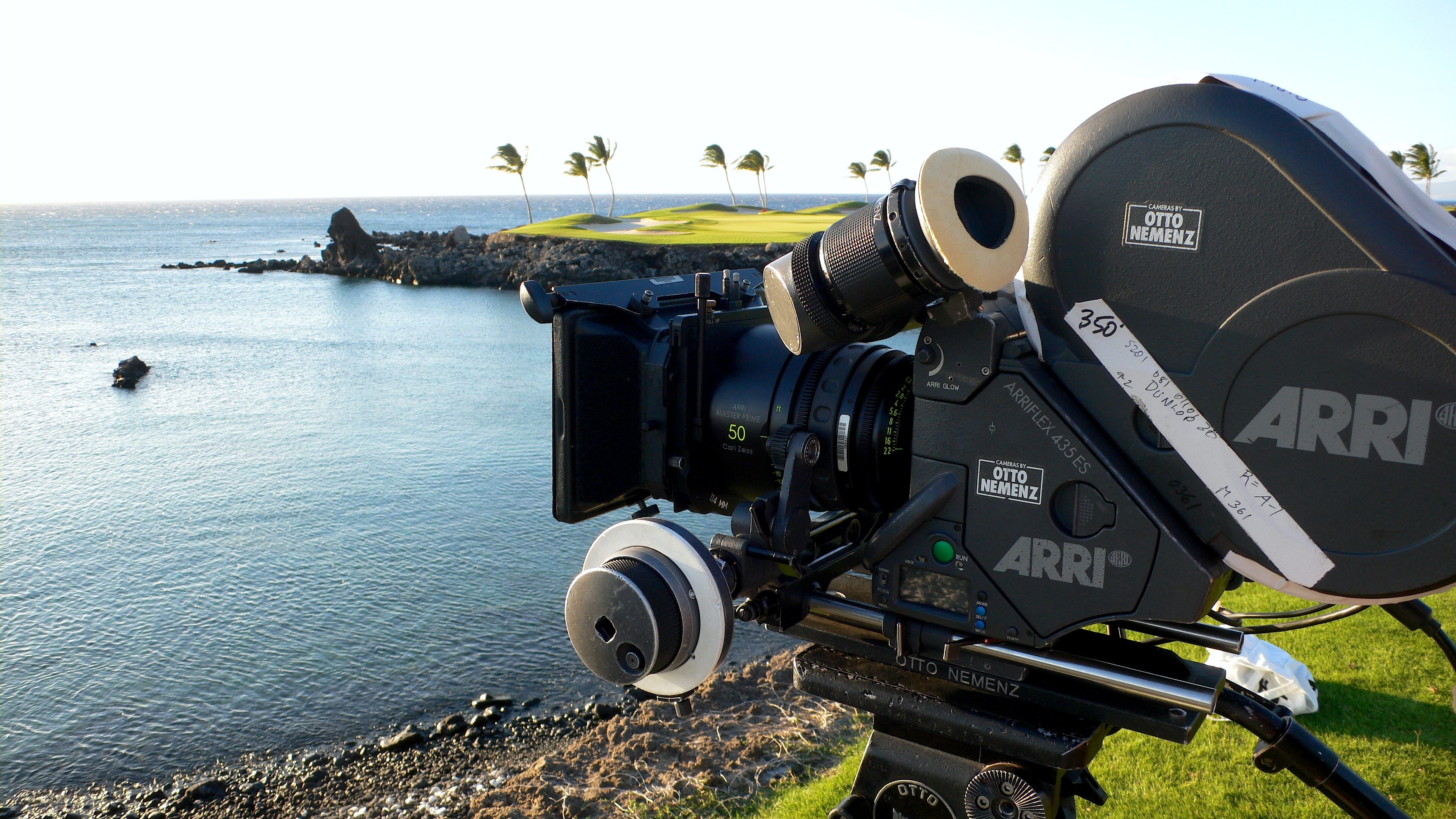
Cinepresa 35mm

Fin dall'invenzione della macchina da presa furono realizzate anche macchine amatoriali. Già nel 1898 Birth Acres registrò in Inghilterra un brevetto per una macchina chiamata Birtac, progettata per impressionare solo metà della pellicola da 35 mm: un'antesignana del formato 16 mm che tanta fortuna avrebbe avuto in seguito. La prima macchina a 16 mm fu prodotta dalla Kodak nel 1923, nel 1928 dotata di pellicola a colori. Nel 1925 la prima macchina realizzata da Arri era una camera amatoriale da 35 mm a manovella (Kinarri 35). La Kodak produsse nel 1932 la prima macchina da 8 mm: il vantaggio doveva essere quello di ridurre i costi di sviluppo con la riduzione delle dimensioni della pellicola. Fu la base per lo sviluppo dei cosiddetti passi ridotti: 8 millimetri e super 8, che riscossero un grande successo, specialmente in ambito familiare, fino alle prime videocamere. Anche se furono sviluppate come macchine amatoriali, quelle da 16 mm, molto maneggevoli, furono impiegate sempre più spesso in ambito giornalistico.

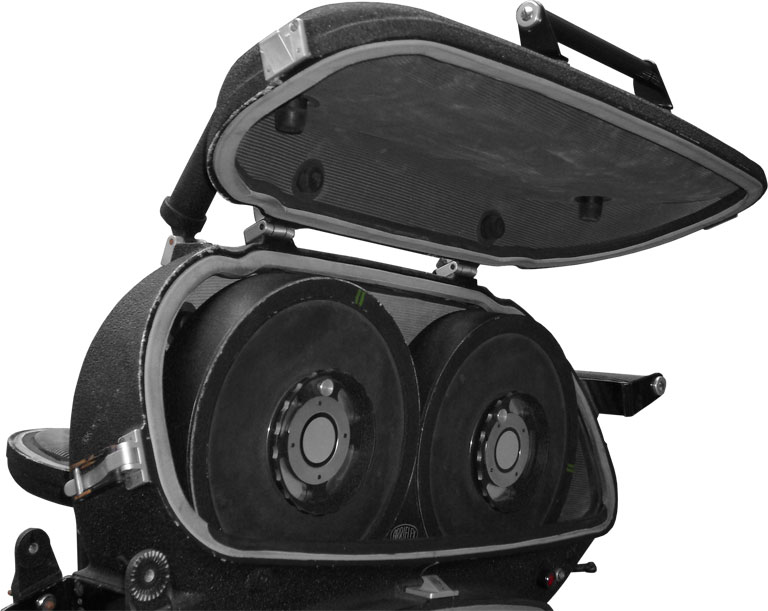
Blimp aperto per la Arriflex 300

La diffusione del cinema sonoro richiese un isolamento acustico per le macchine da presa, troppo rumorose per le riprese sonore. Inizialmente le riprese sonore furono possibili solo in studio, dove la rumorosa macchina poteva essere inserita in una specie di scatola a prova di rumore. A partire dal 1953 vennero sviluppati i cosiddetti Blimp, gusci insonorizzati che avvolgevano la macchina seguendone le forme. I primi erano però difficili da maneggiare, e ostacolavano gli operatori durante le riprese. Solo nel 1957 venne sviluppato un grosso Blimp totalmente a prova di rumore per la Arriflex 35 Iib, in cui la macchina si poteva inserire con relativa facilità.
Due innovazioni decisive si devono a Erich Kästner, capo-costruttore della Arnold & Richter (Arri): nel 1937 sviluppò un sistema reflex che, per la prima volta, permetteva di vedere nel mirino un'immagine chiara e con i lati non invertiti anche durante le riprese.
Nel 1972 Kästner costruì una macchina da presa da 35 mm sonora e da spalla (Arriflex 35 BL), che permetteva le riprese di audio e video in qualsiasi situazione. Per ambedue le innovazioni a Kästner venne attribuito l'Oscar per la tecnica.
A tutt'oggi i film vengono girati quasi esclusivamente in 35 mm, ma negli ultimi anni si stanno affermando anche in questo settore le videocamere digitali. La pellicola da 16 mm viene utilizzata in ambito professionale solo in alcune produzioni televisive. Le ditte Arnold & Richter (Arri) e Panavision si dividono il mercato mondiale delle macchine da presa professionali da 35 mm. Produttori di nicchia come Aaton (già Eclair) e Mitchell-Fries oggi non vengono più utilizzati nell'ambito delle grosse produzioni cinematografiche. Macchine ad alta velocità della ditta Photosonics vengono utilizzate nell'ambito della pubblicità, degli effetti speciali e per scopi di ricerca scientifica con velocità comprese tra 360 (con meccanismo d'aggancio e movimento intermittente) e 2100 fotogrammi al secondo (con sistema prismatico). Macchine da 16 mm vengono prodotte anche da altre aziende.

## Funzionamento

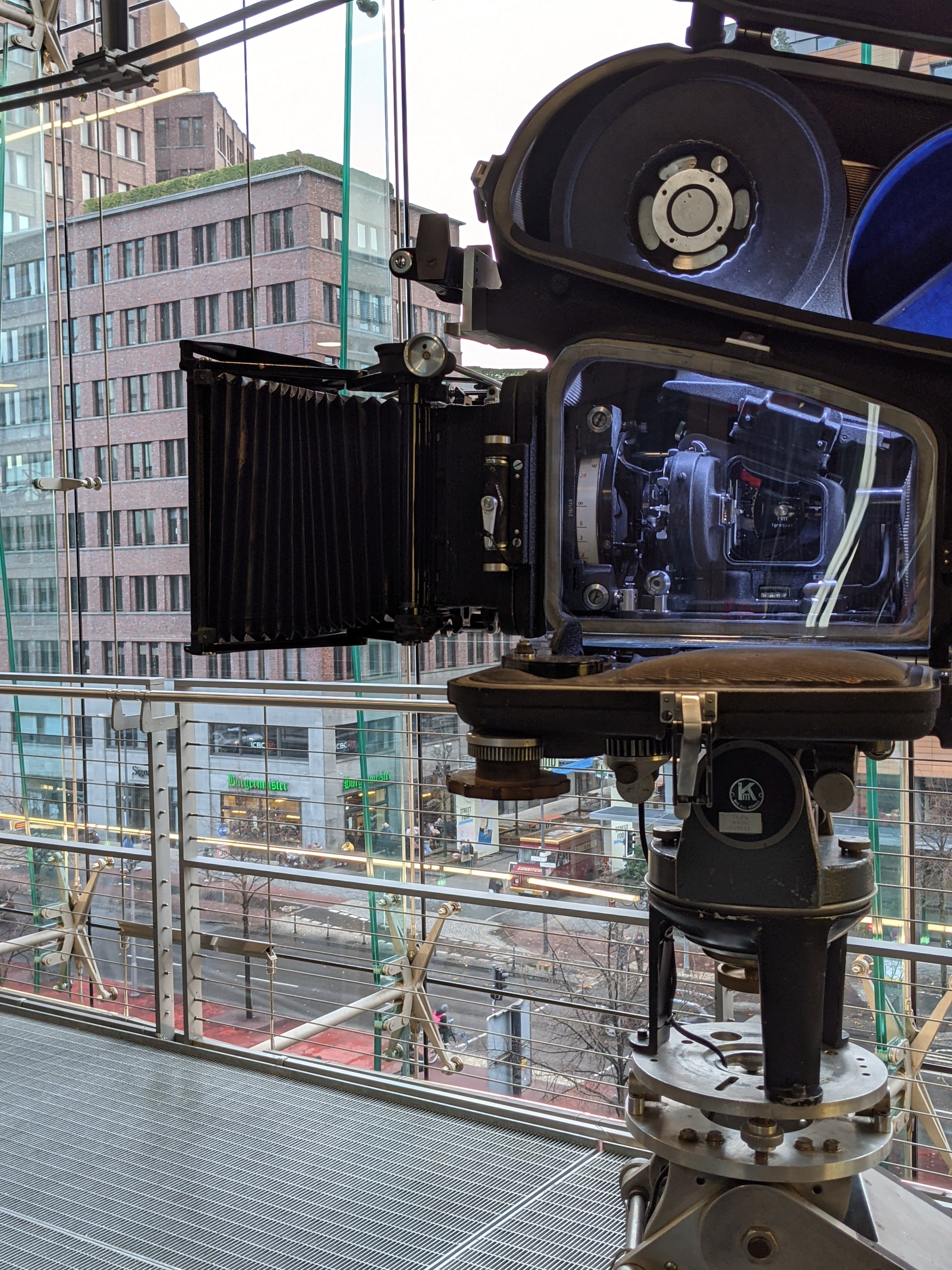
Una cinepresa aperta

Il principio su cui si basa il cinema, e quindi la cinepresa ma anche il proiettore, è quello che permette all'osservatore di percepire una sequenza di immagini come una scena in movimento continuo, nonostante le singole immagini ritraggono ognuna un'immagine ferma. Il movimento viene percepito ossevando almeno 10 fotogrammi al secondo, ma diventa più scorrevole e naturale, con velocità superiori ai 18 fps. Il cinema moderno ha scelto 24 fps e questo valore è usato anche attualmente.

Meccanismo del cinema

Nonostante le numerose innovazioni tecniche succedute, dal momento dell'invenzione, il funzionamento di base è rimasto invariato: la pellicola ancora non impressionata esce dal magazzino (caricatore, cassetta o bobina) e viene guidata attraverso dei rulli, in una posizione vincolata. Qui, passa davanti al piano focale e viene impressionata con la luce convogliata dall'obiettivo scelto per l'inquadratura.

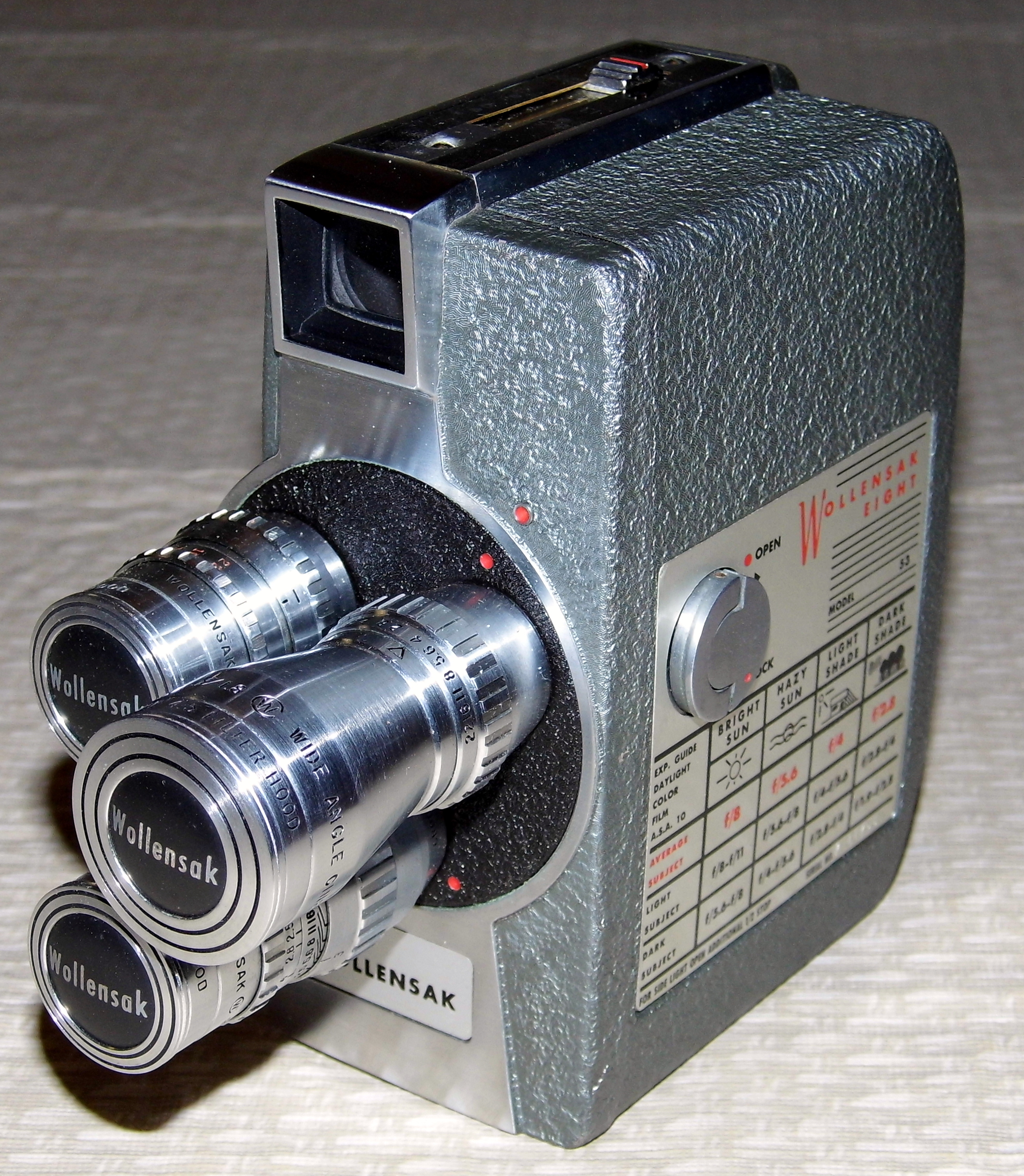
Cinepresa 8 mm

Croce di malta di temporizzazione

Dopo l'impressione del primo fotogramma, un otturatore rotante chiude il passaggio della luce, quindi la pellicola avanza di 1 altro fotogramma, tramite un meccanismo chiamato croce di malta, e poi viene ri-bloccata da un'apposita pinza che si incastra nella perforazione, fermandola per un tempo pari a quello dettato dagli fps della cinepresa (es: ~ 1/24 di secondo). La meccanica delle pinze e quella dell'otturatore sono collegate fra di loro, in modo che l'otturatore rimanga chiuso mentre la pellicola è in movimento. L'apertura e chiusura della finestrella ricavata sull'otturatore rotante, determina il tempo di esposizione, che non può mai essere più lungo della velocità in fps della cinepresa: con una frequenza di 24 fps, se il tempo di otturazione è di 1/50 di secondo per ciascun fotogramma, esposizioni minori o maggiori si ottengono diminuendo o aumentando l'apertura della finestrella dell'otturatore.
La meccanica è stata in generale perfezionata e rimpicciolita nel tempo: le maggiori innovazioni tecniche hanno riguardato la maneggevolezza ed il comfort d'uso, come il trasporto a spalla, ecc. Le prime macchine da presa funzionavano a manovella, in seguito è stato applicato un sistema a molla. Oggi, si usano normalmente motori elettrici alimentati da batterie, o cineprese digitali.

### Applicazioni SyncSound e MOS
Accanto al classico formato da film, le macchine da presa professionali si differenziano per i campi di applicazione: le macchine SyncSound vengono usate per riprese in cui si registra anche il sonoro contemporaneamente. Sono molto silenziose: meno di 20 dB spl. Le più rumorose MOS-Camera vengono di norma utilizzate solo per riprese ad alta velocità fps, in cui non viene registrato il sonoro.

## Altre video-camere
La tecnologia elettronica ha portato ad usare altre video-camere per la ripresa di immagini in movimento.

### Macchina da presa digitale
La cinepresa digitale, ugualmente a quella a pellicola, acquisisce una sequenza di immagini fotografiche in rapida successione temporale, mediante un sensore elettronico, e poi la memorizza codificata in modo digitale, su nastro magnetico, supporto ottico o memoria a stato solido. La parte meccanica per il trascinamento della pellicola scompare, ma al suo posto vi sono molte parti elettriche ed elettroniche.

### Macchina da presa video
Le video-tele-camere acquisiscono una sequenza di immagini fotografiche in rapida successione temporale, mediante un sensore elettronico e poi vengono memorizzate codificate elettronicamente, su nastro magnetico, supporto ottico o memoria a stato solido. Il dato memorizzato può essere sia analogico che digitale (nel 2024, sono solo digitali). 

### Macchina da presa fotografica
Le fotocamere riprendono solitamente una sola immagine alla volta; tuttavia, alcuni modelli a pellicola potevano riprendere sequenze limitate, mentre alcune fotocamere digitali possono riprendere anche i video. Nel caso di fotocamere risalenti alla prima metà del Novecento il supporto sensibile (fotografico) era costituito da lastre di vetro, nella fotografia contemporanea (dai primi anni 2000) il supporto sensibile è usualmente costituito da un sensore elettronico, capace di riprendere anche filmati ad alta velocità, tipo 120 fps, ecc.

## Produttori di cineprese
La lista dei produttori di cineprese a passo ridotto, passati e presenti, è molto lunga; di seguito alcuni dei principali:
- Agfa
- Arco
- Arriflex
- Bauer
- Beaulieu
- Bell and Howell
- Bolex Paillard
- Canon
- Chinon
- Cosina
- Crown
- Elmo
- Eumig
- Fuji
- Keystone
- Kodak
- Leitz (Leicina)
- Meopta
- Minolta
- Nikon
- Nizo
- Pathé
- Revere
- Ricoh
- Rollei
- Sankyo
- Sekonic
- Silma

## Galleria d'immagini

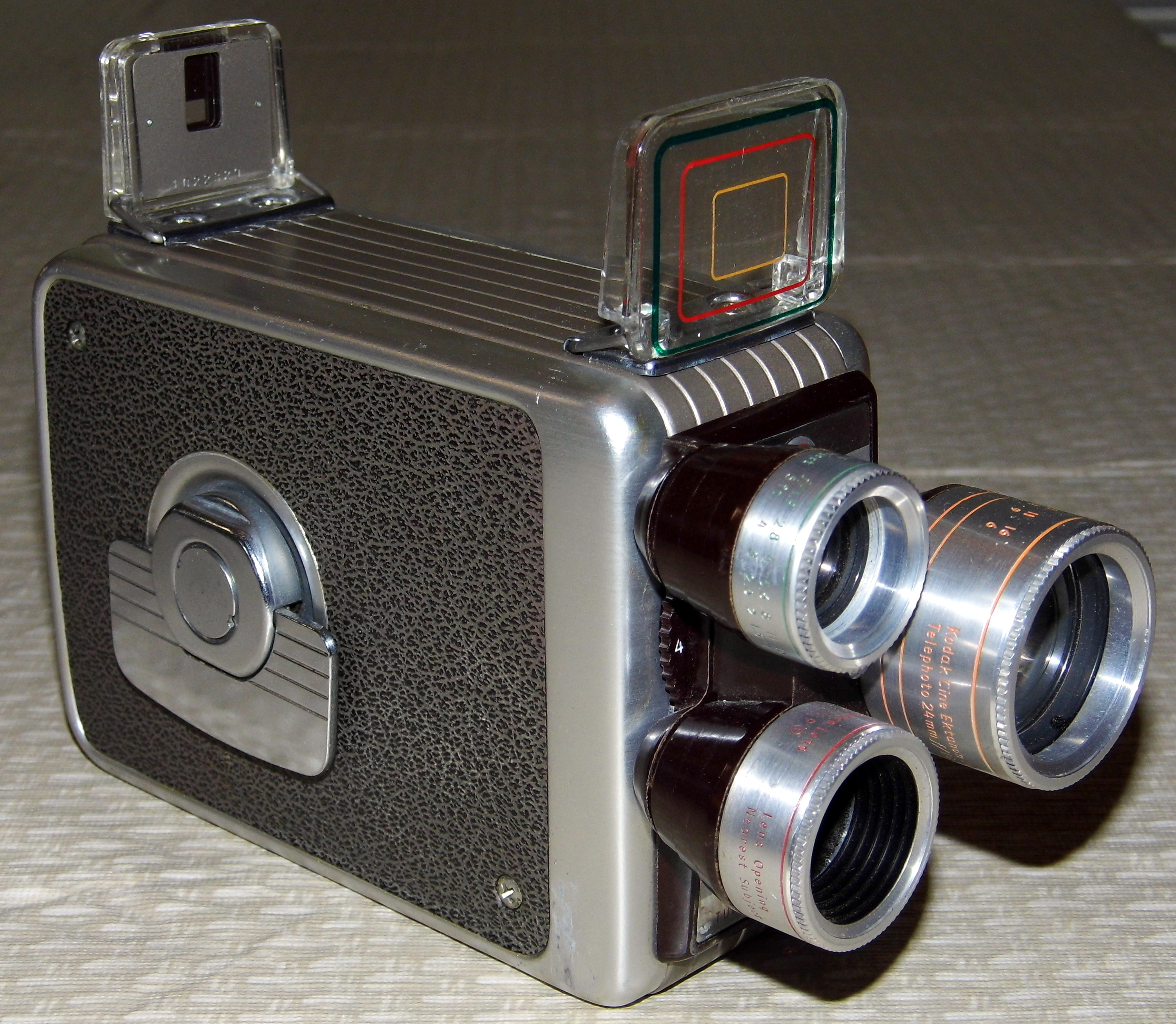
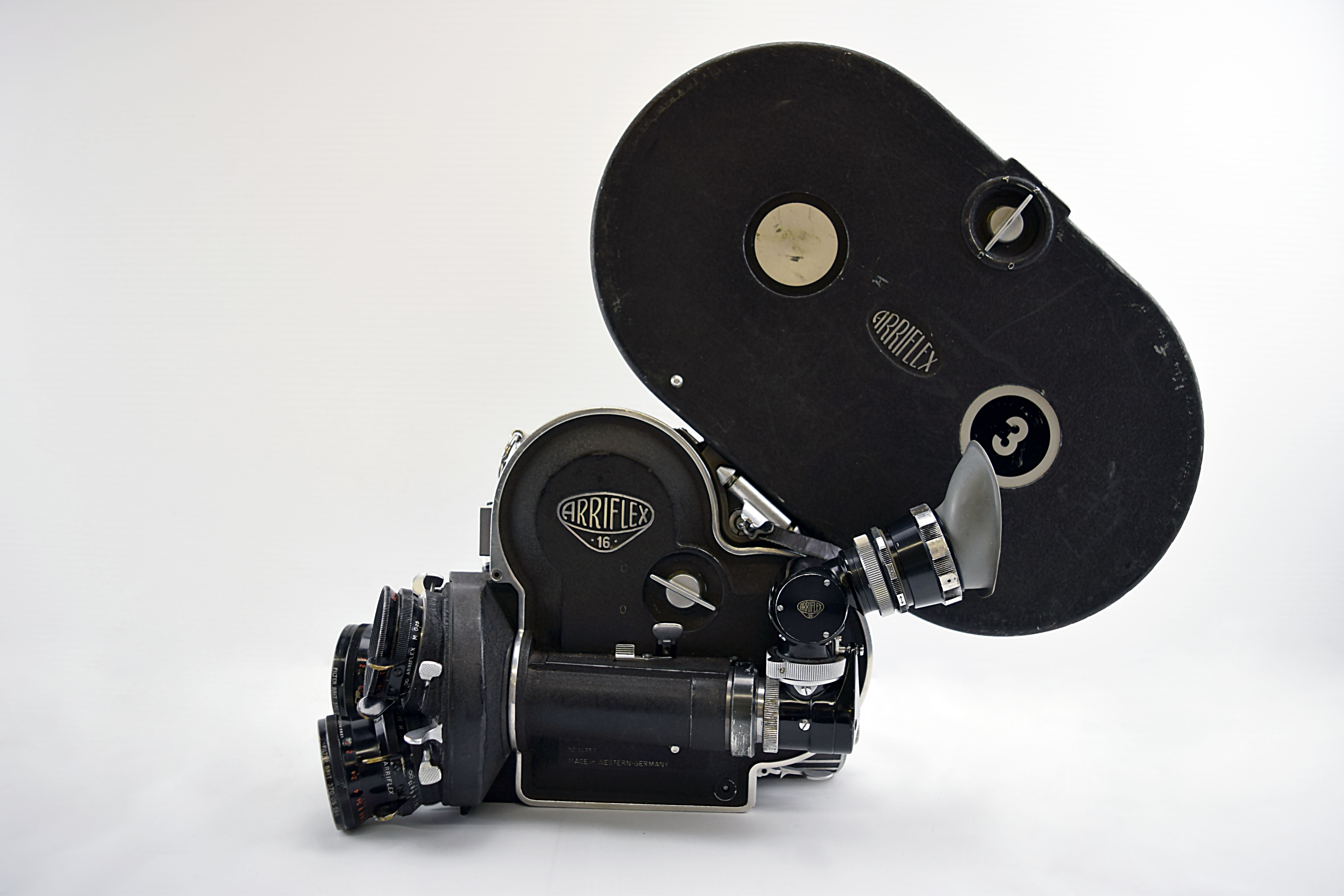
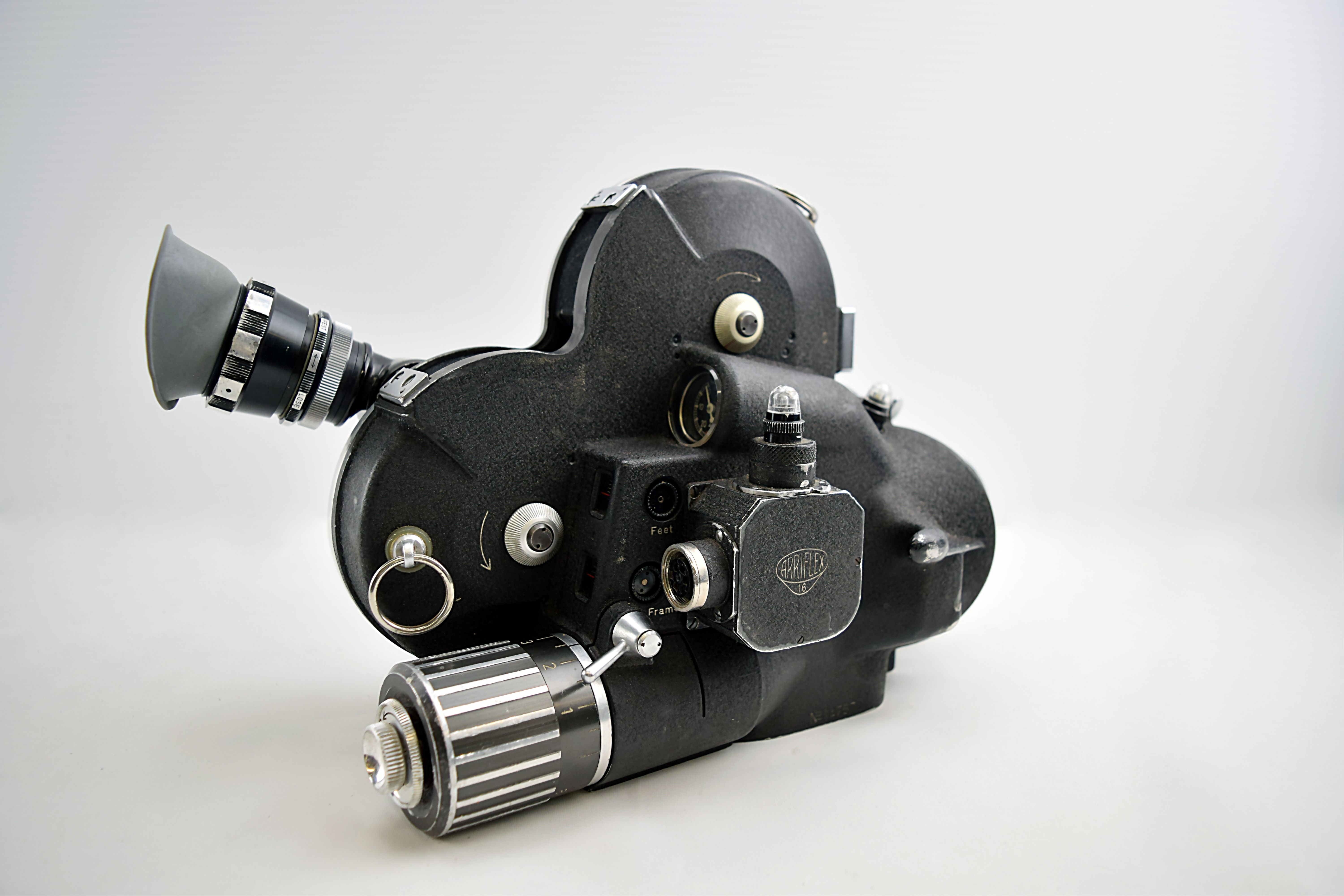
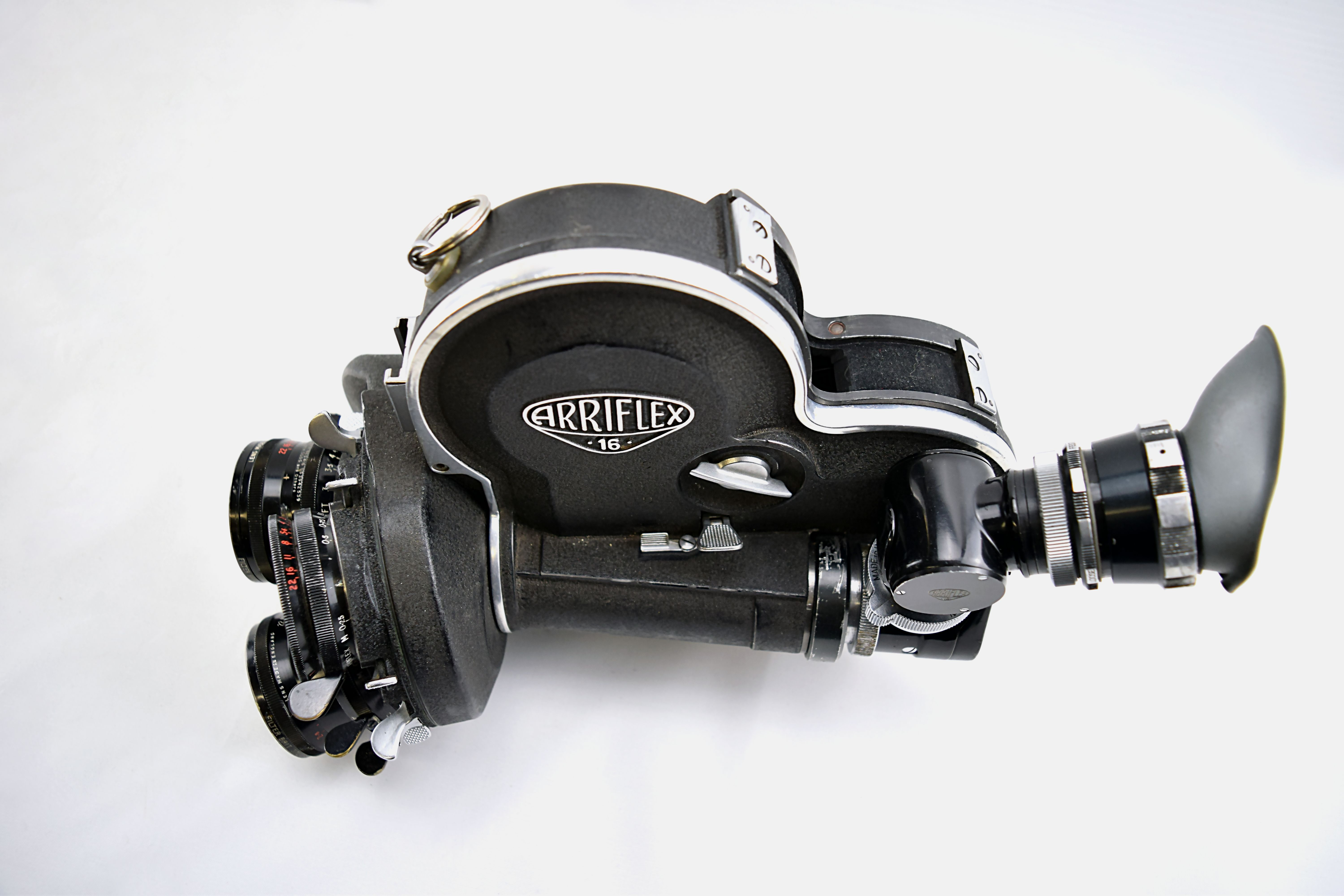
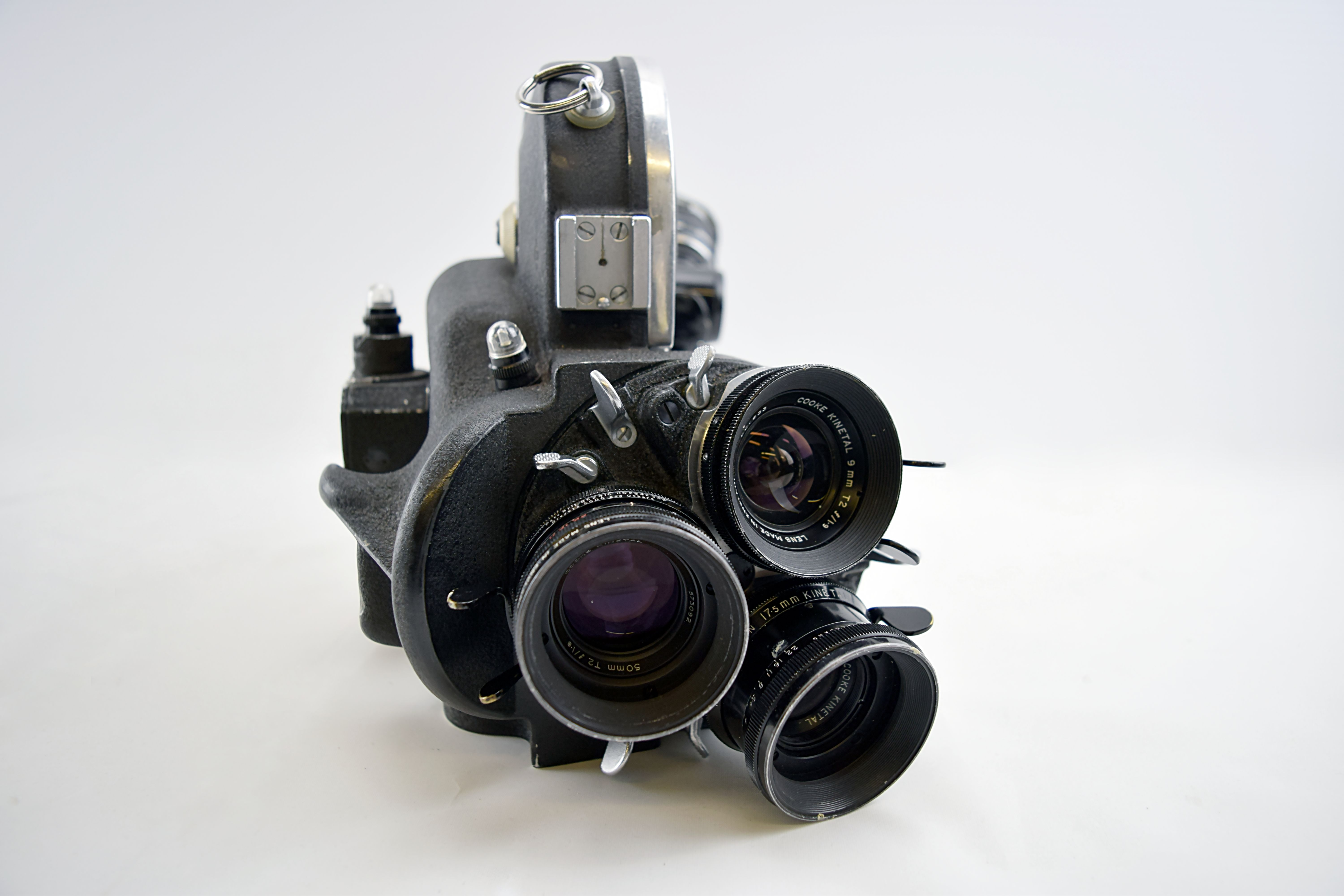
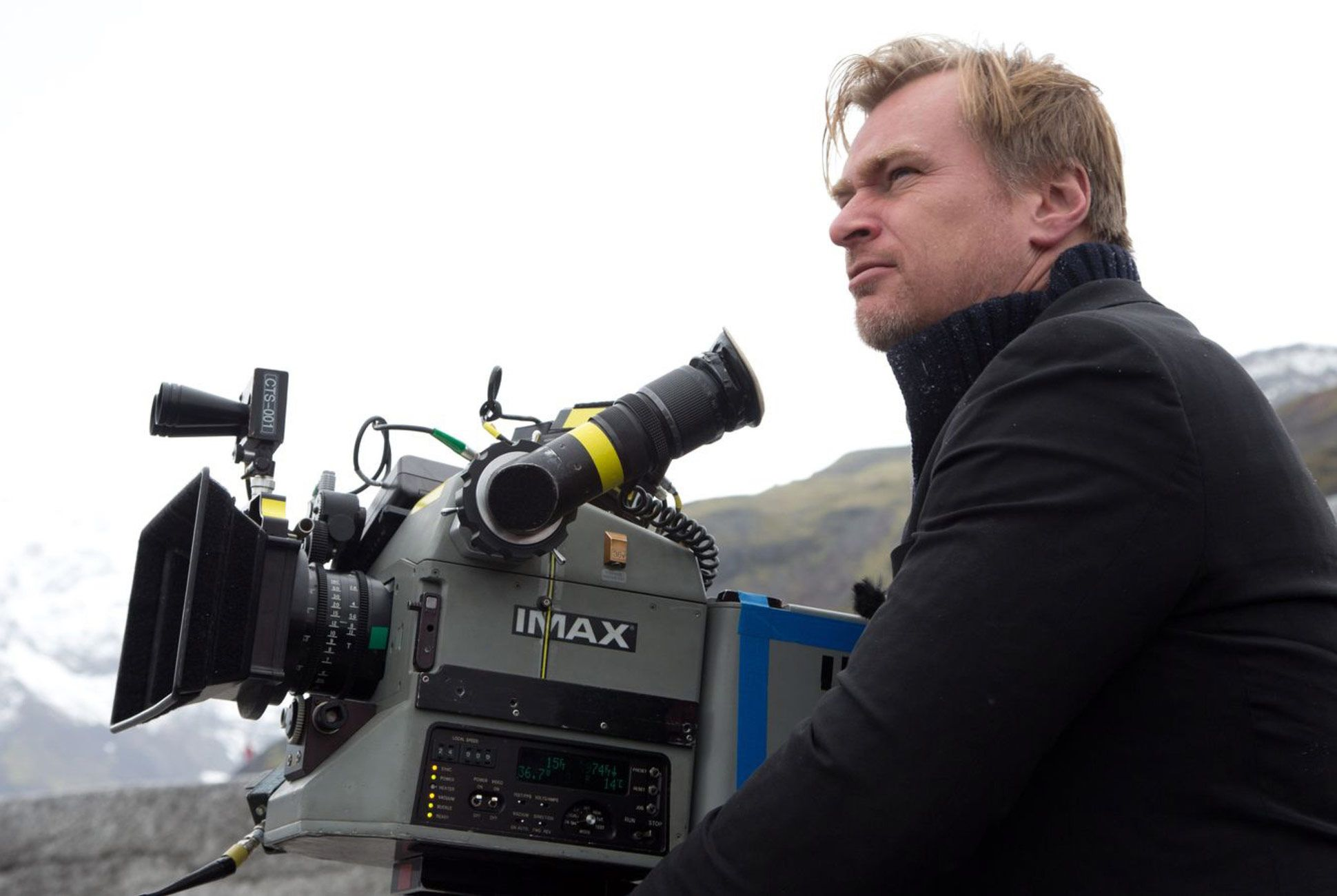
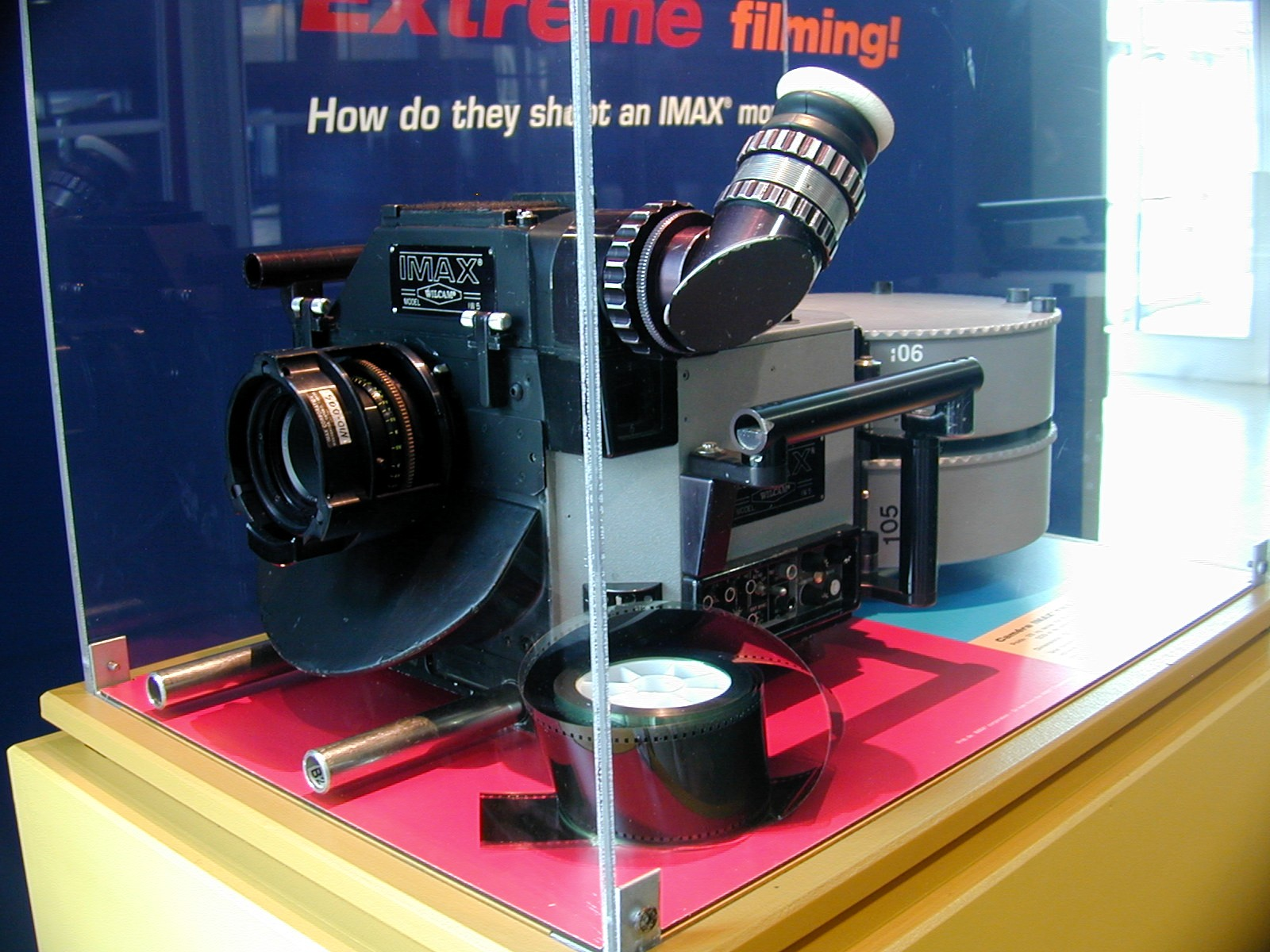
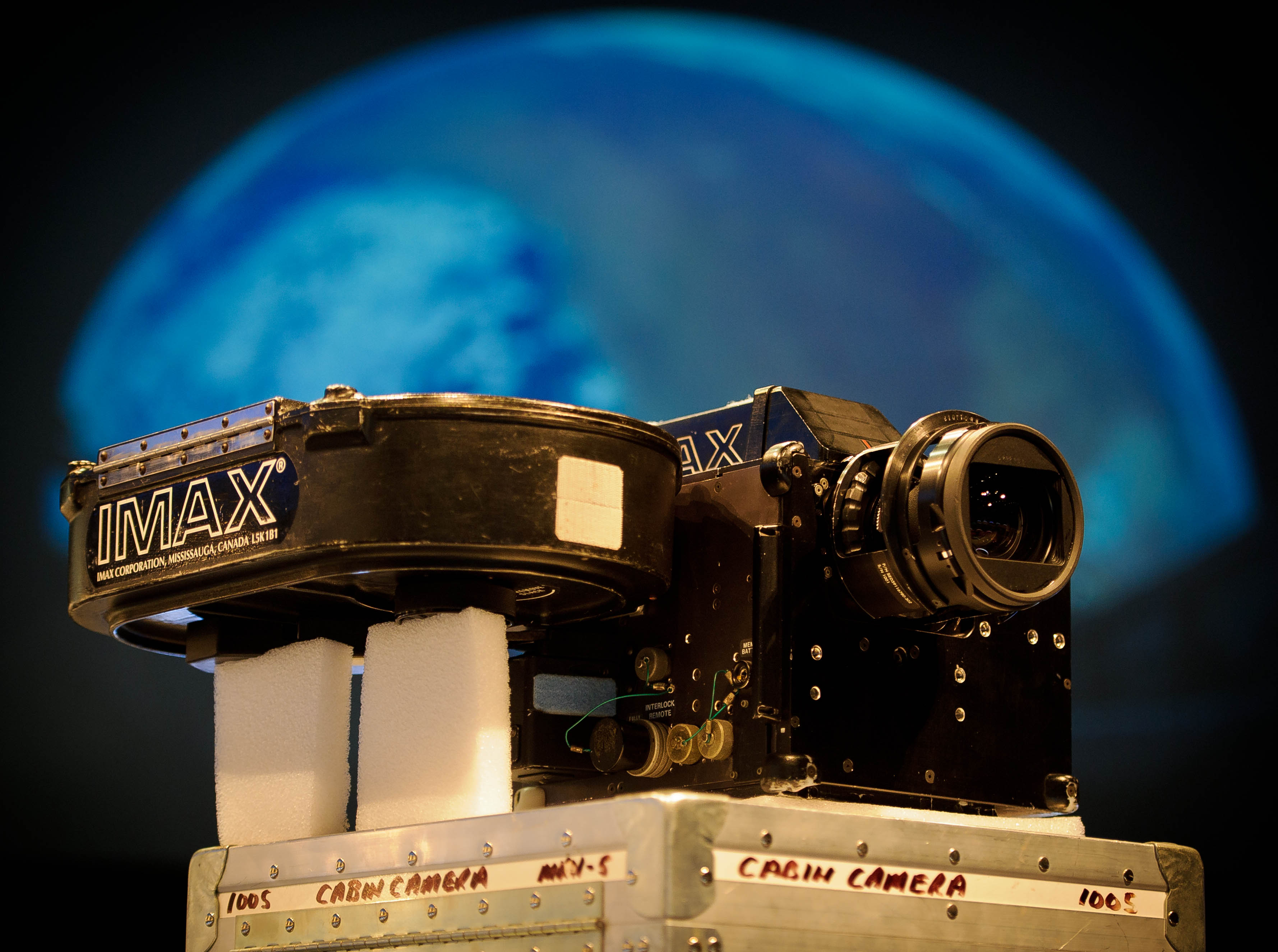
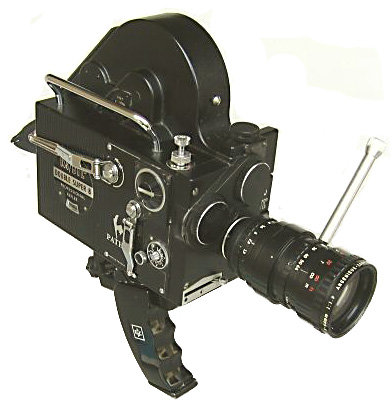
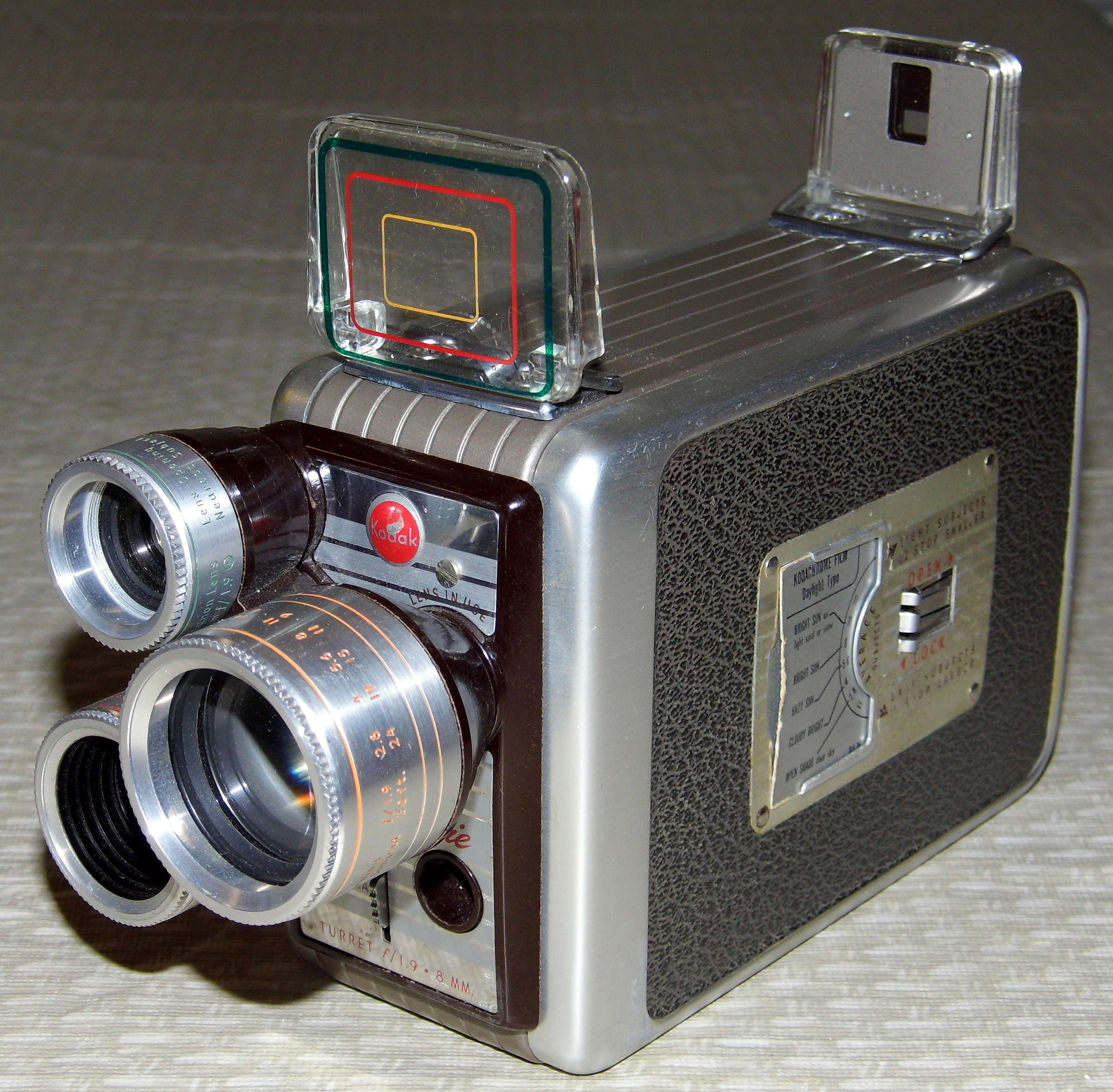
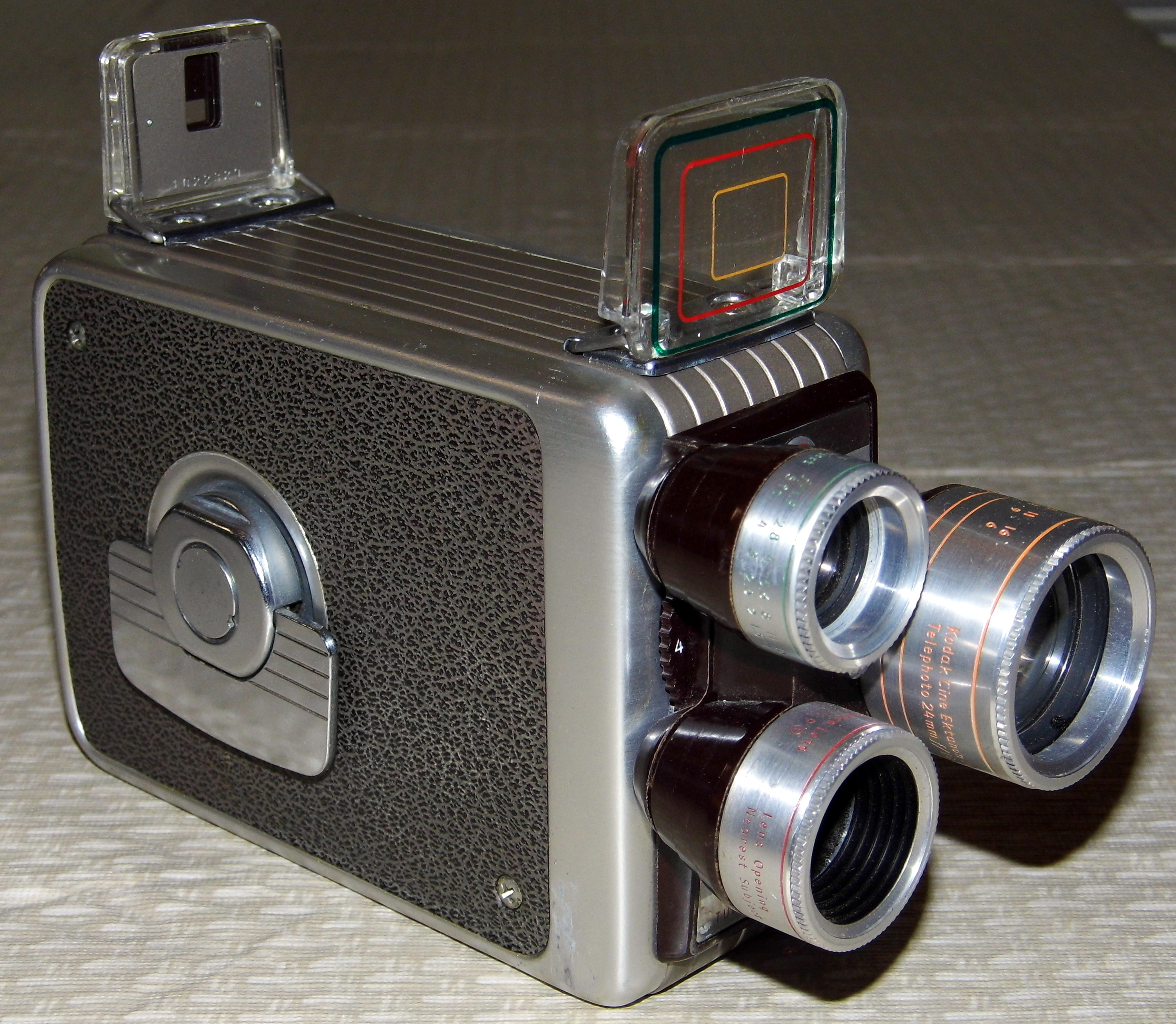
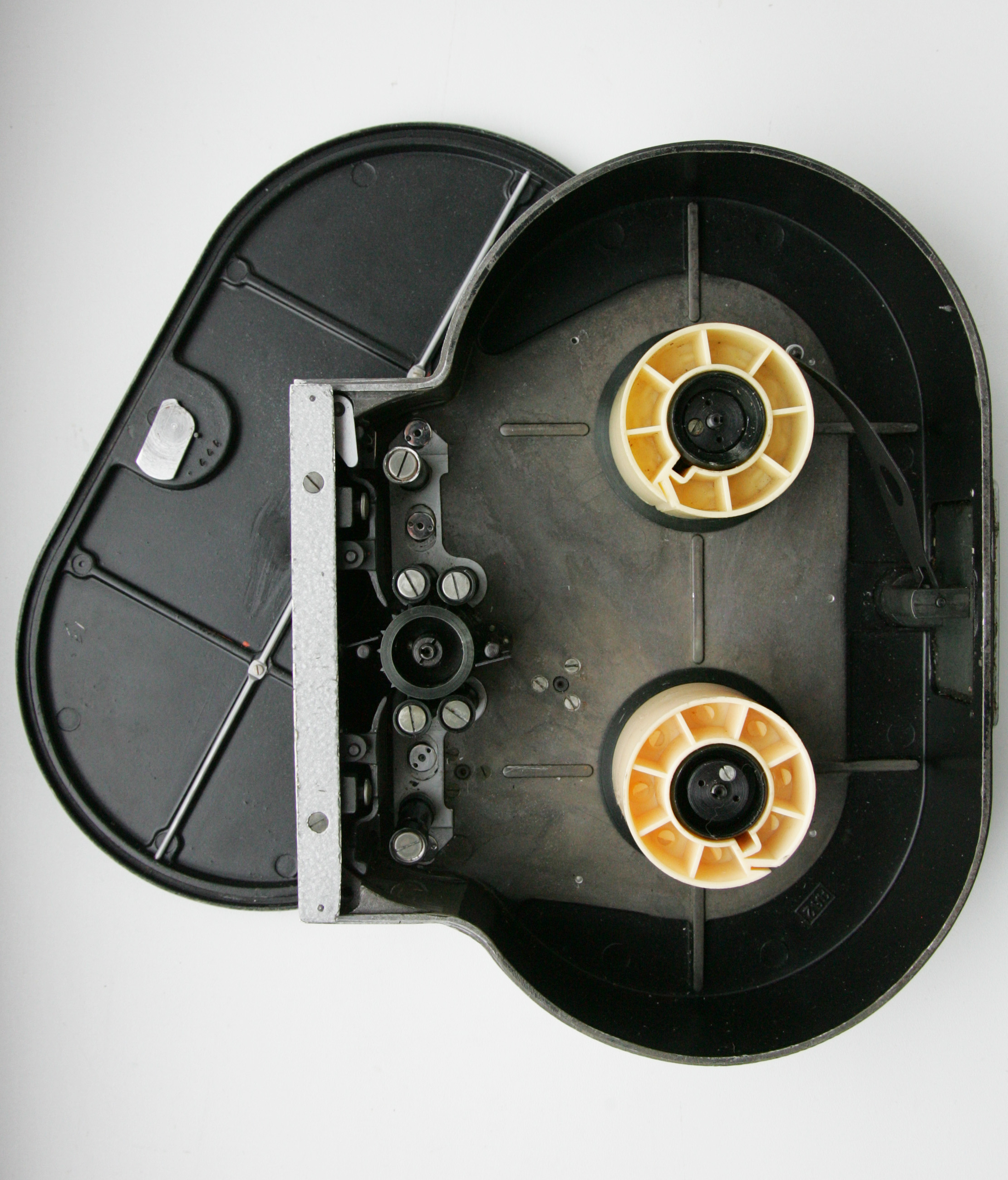
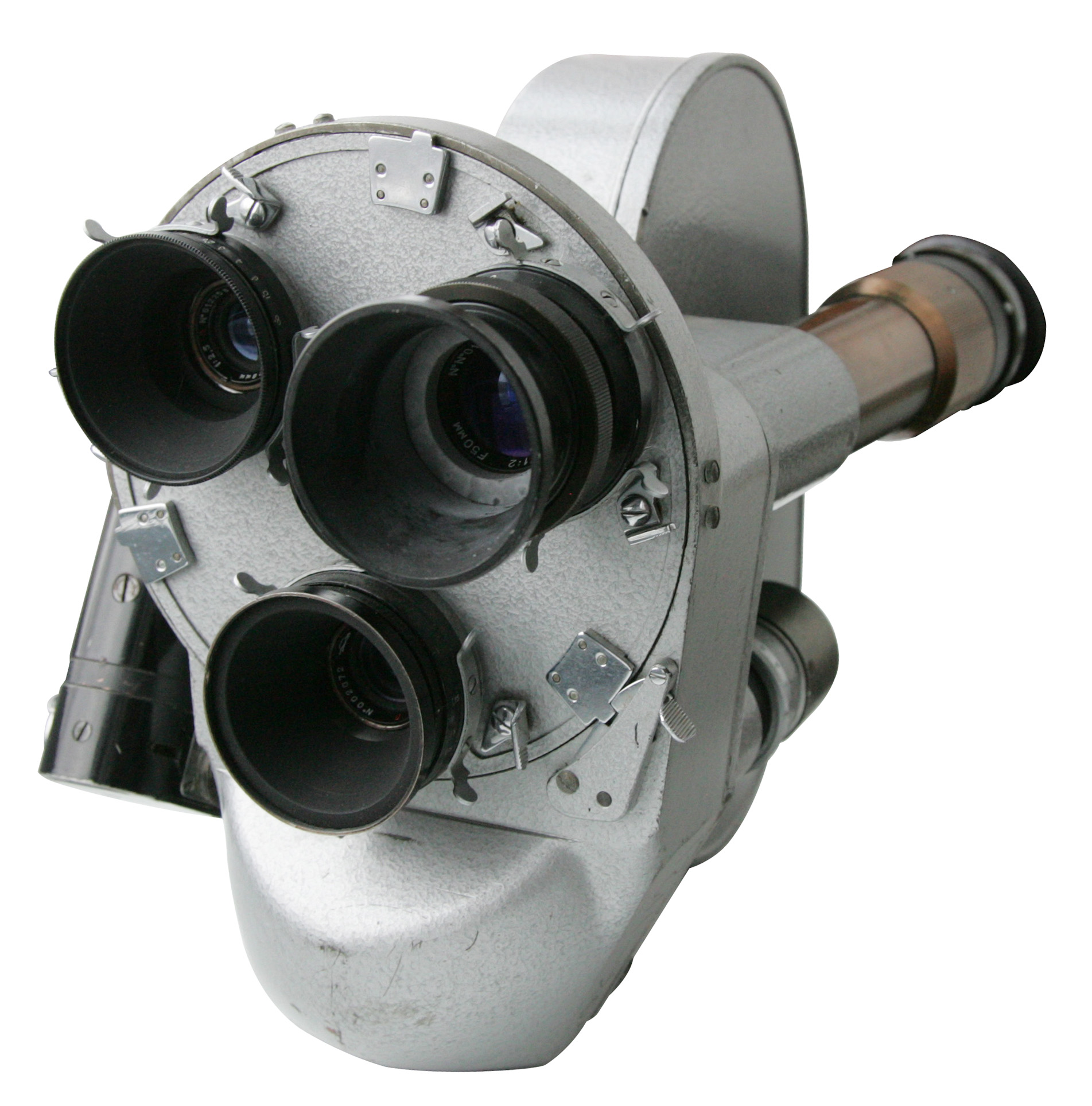
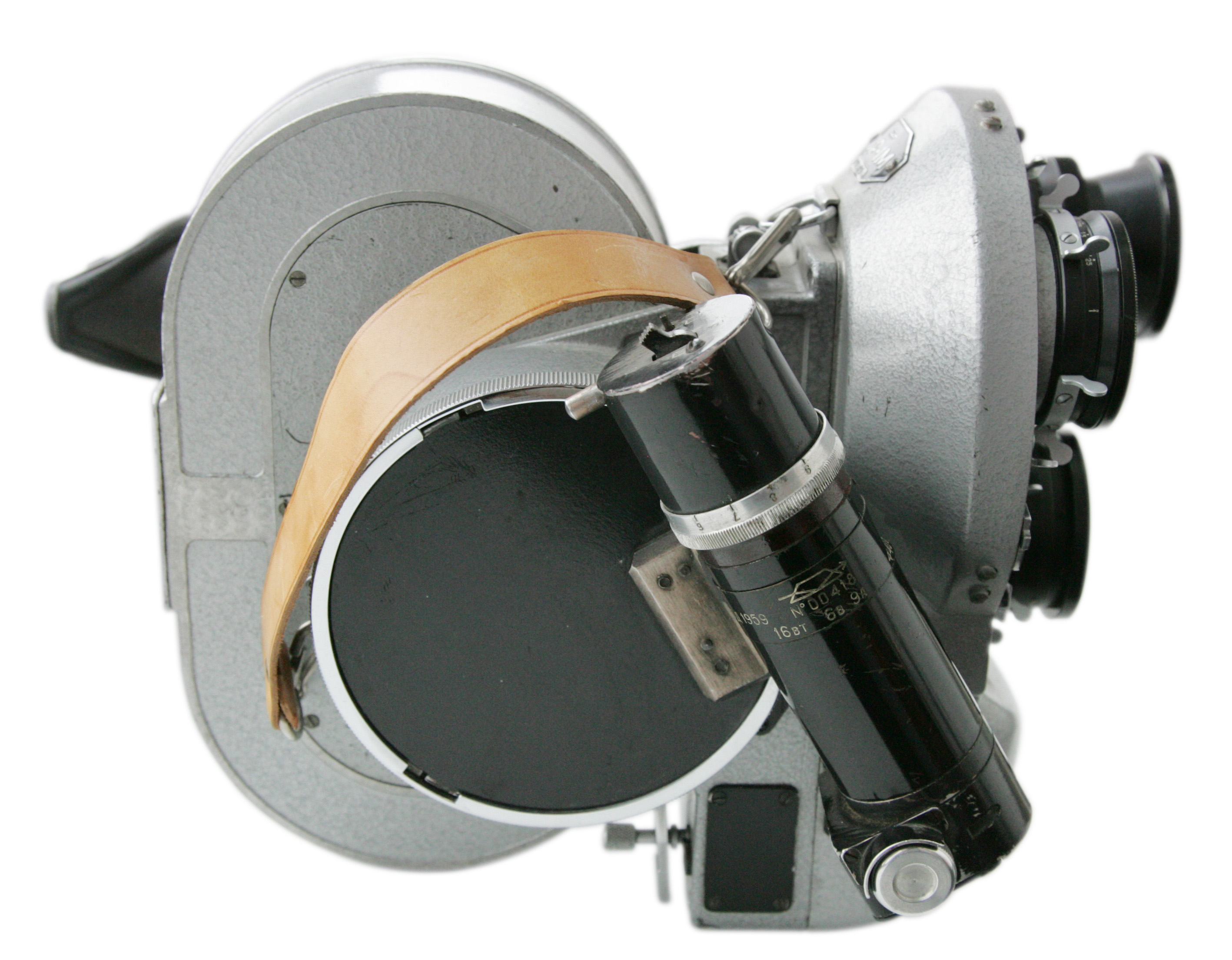
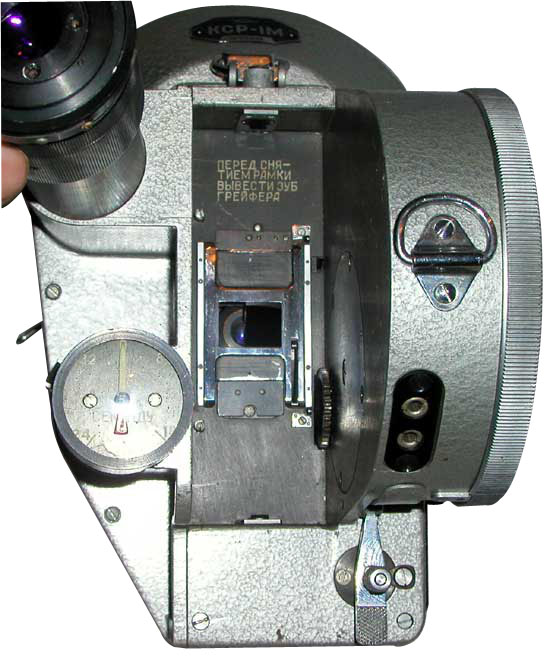
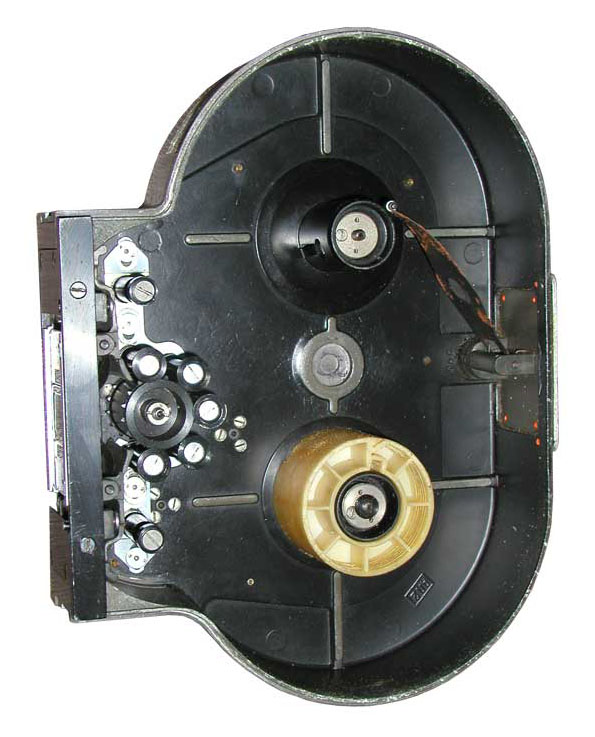
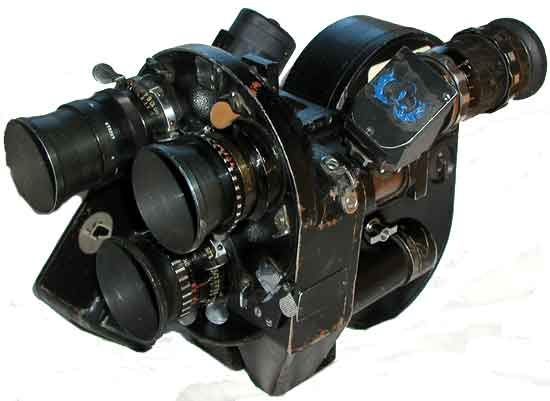
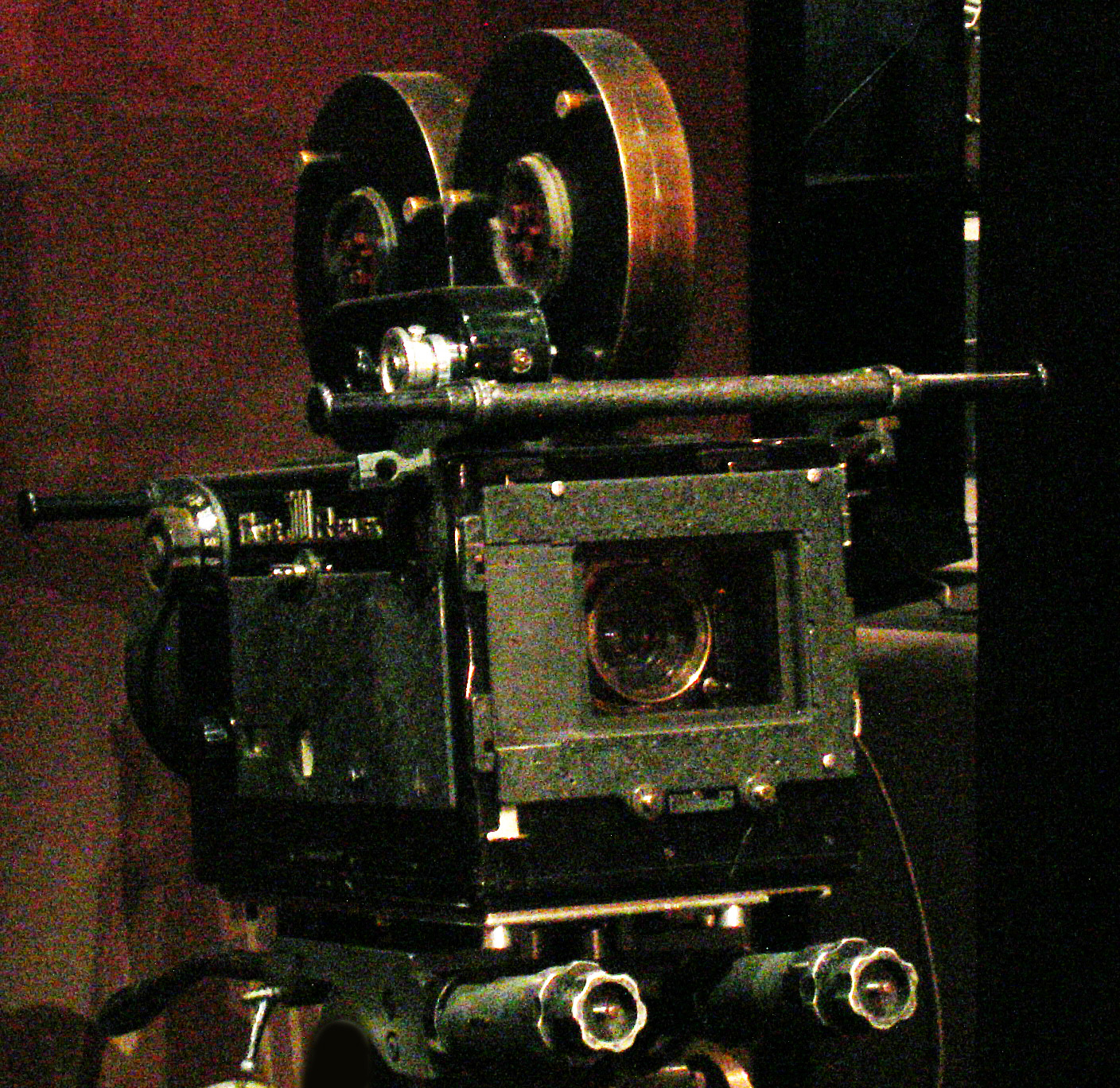
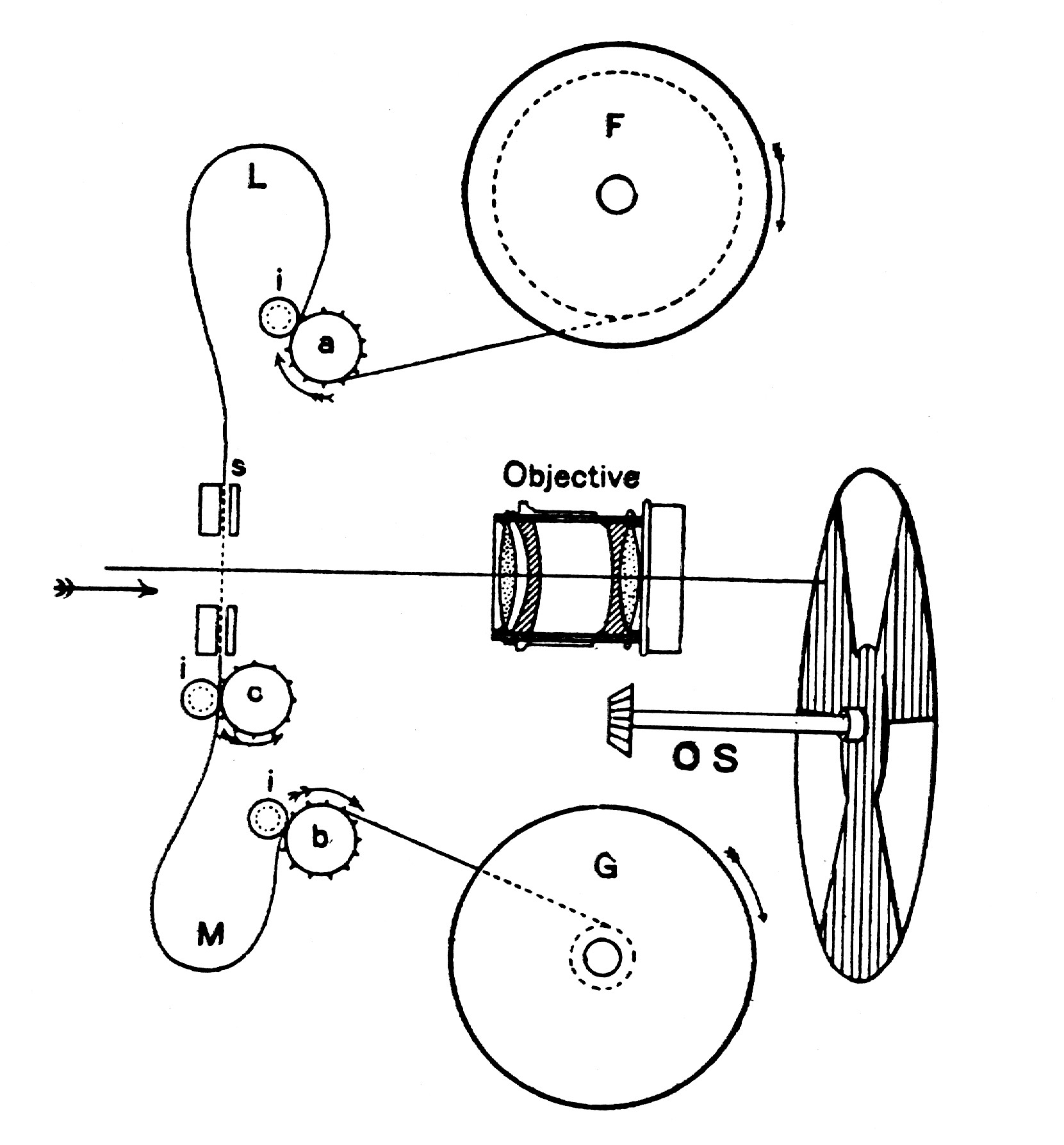
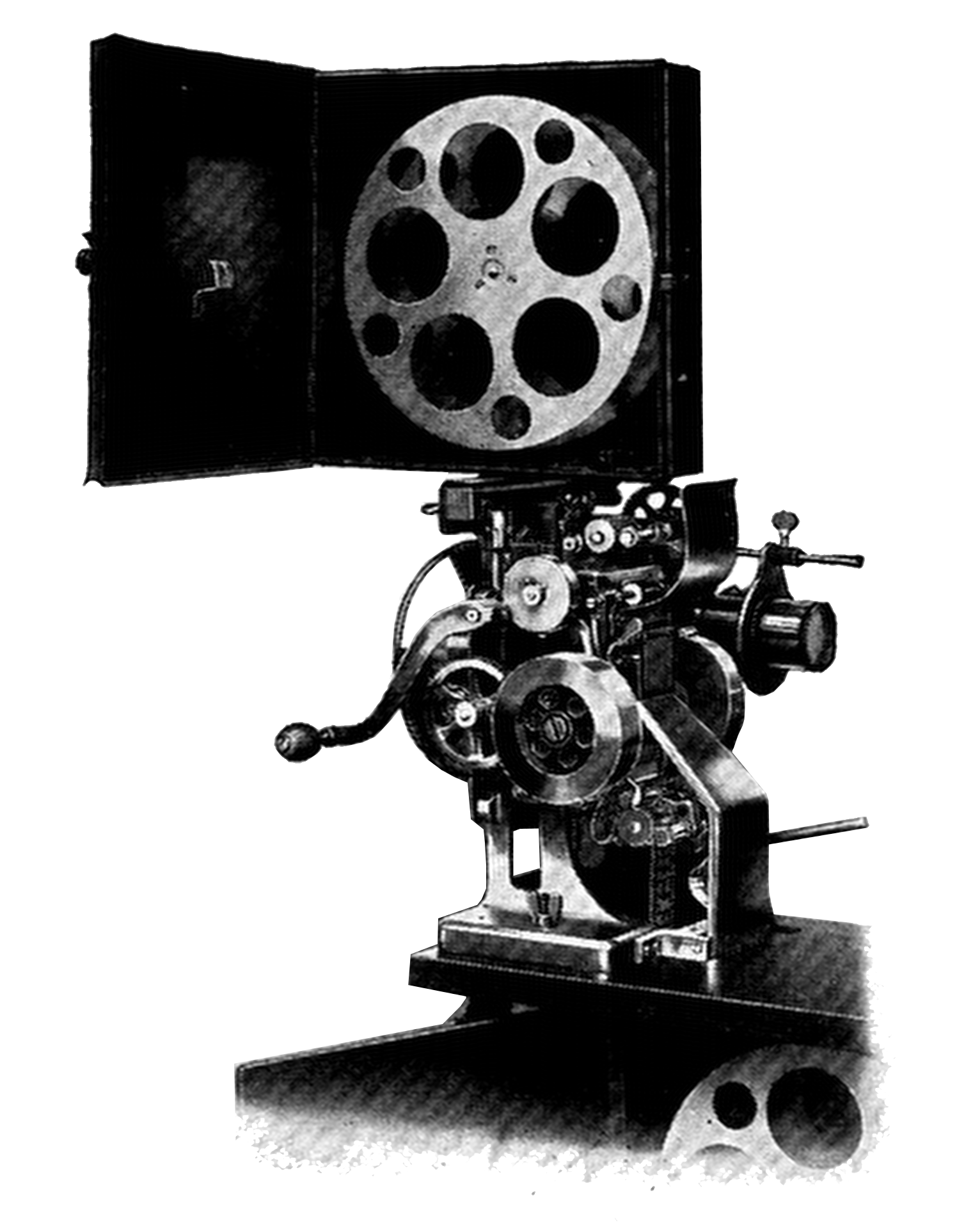
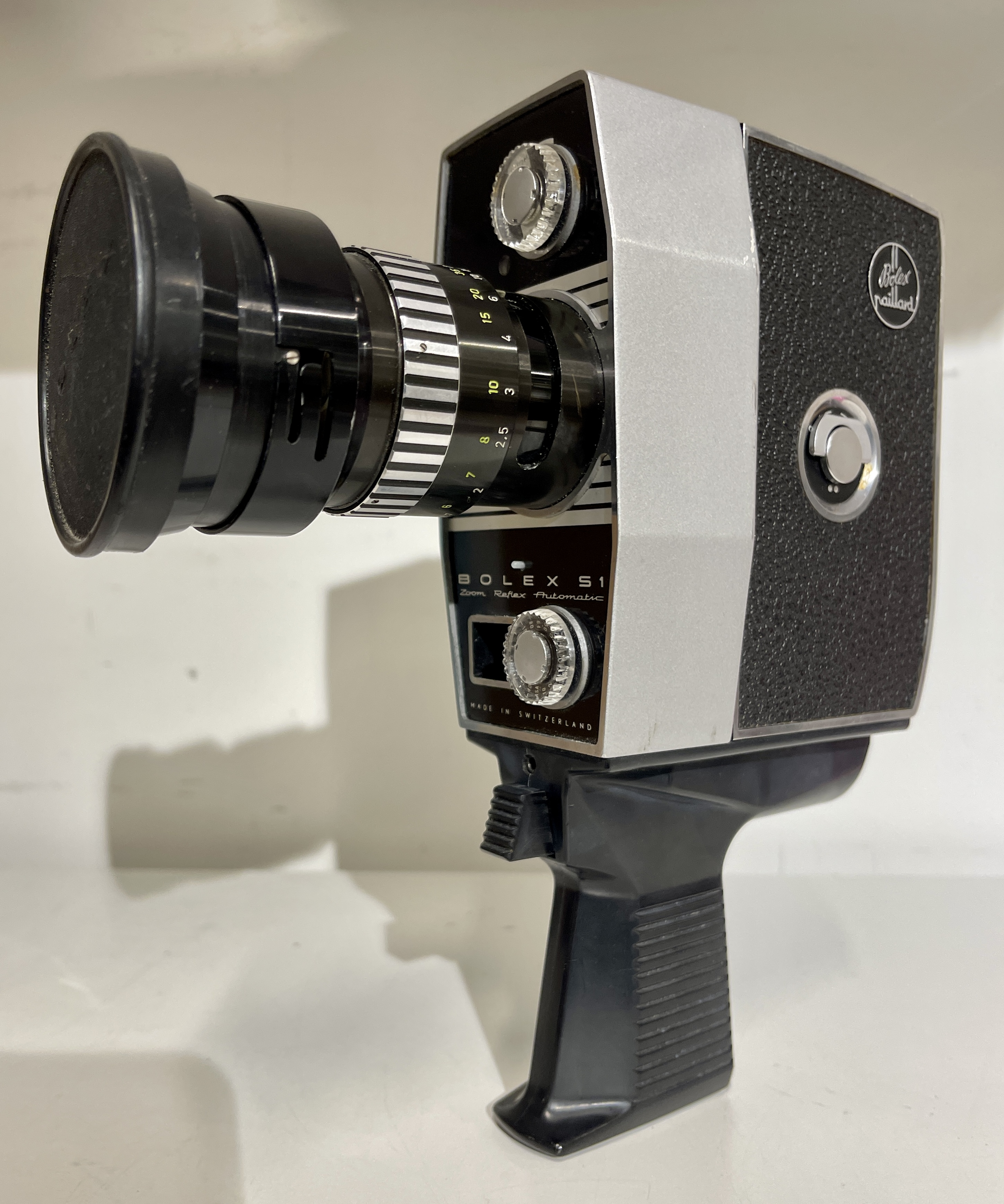
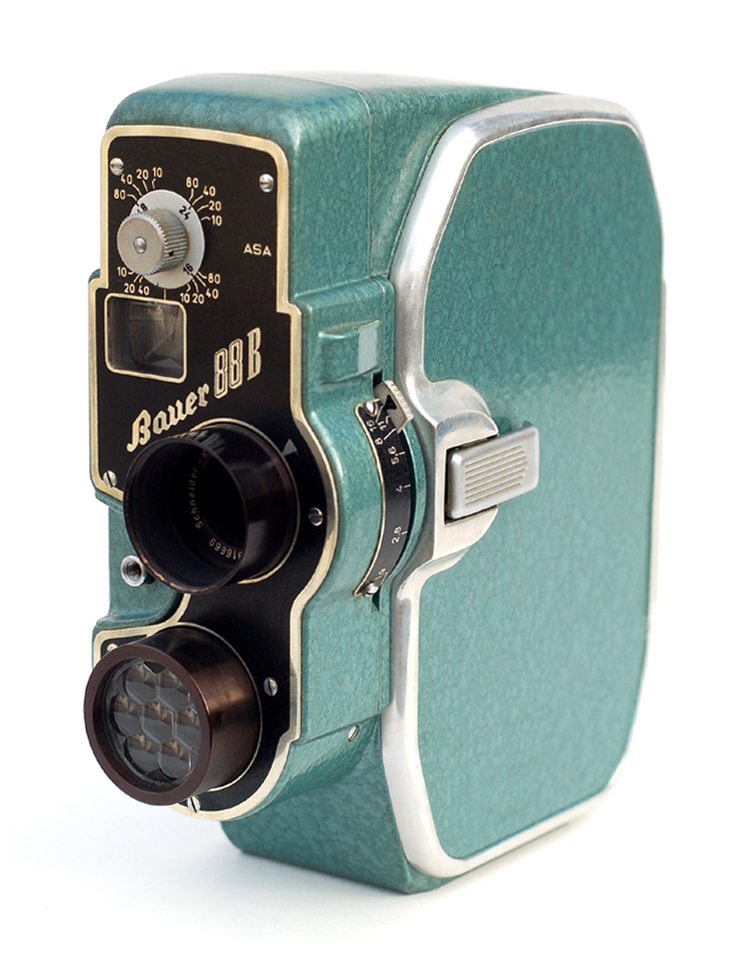
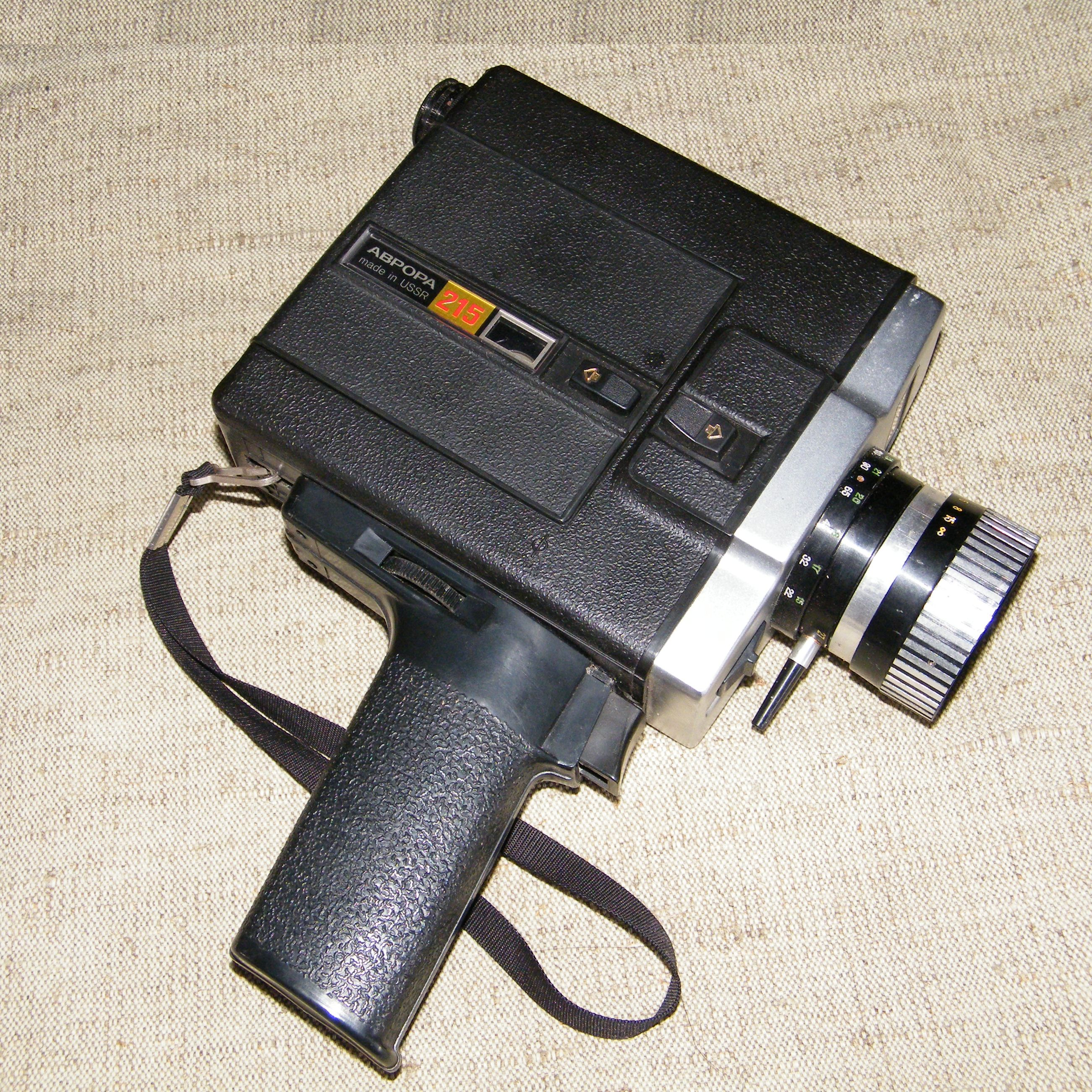
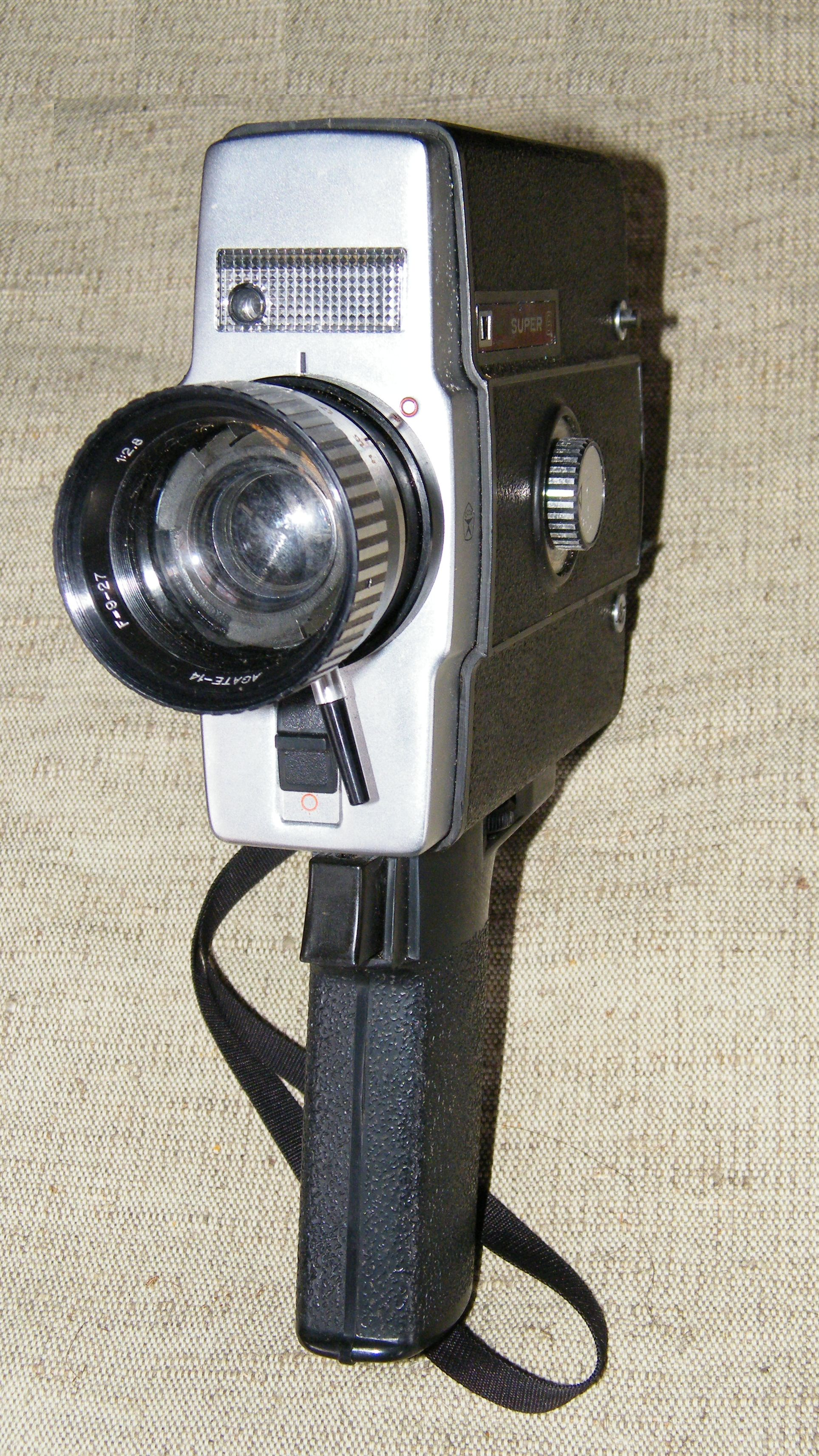
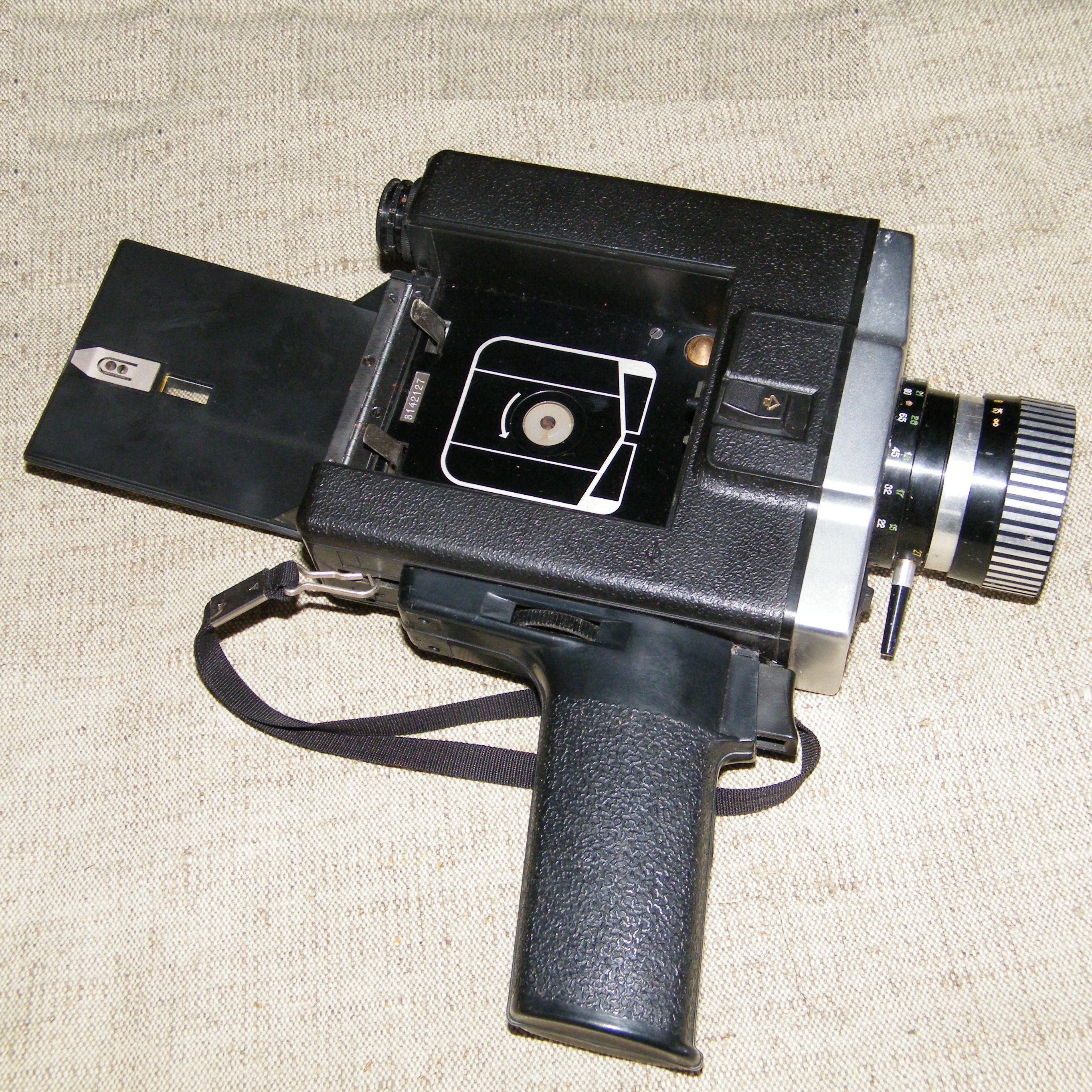
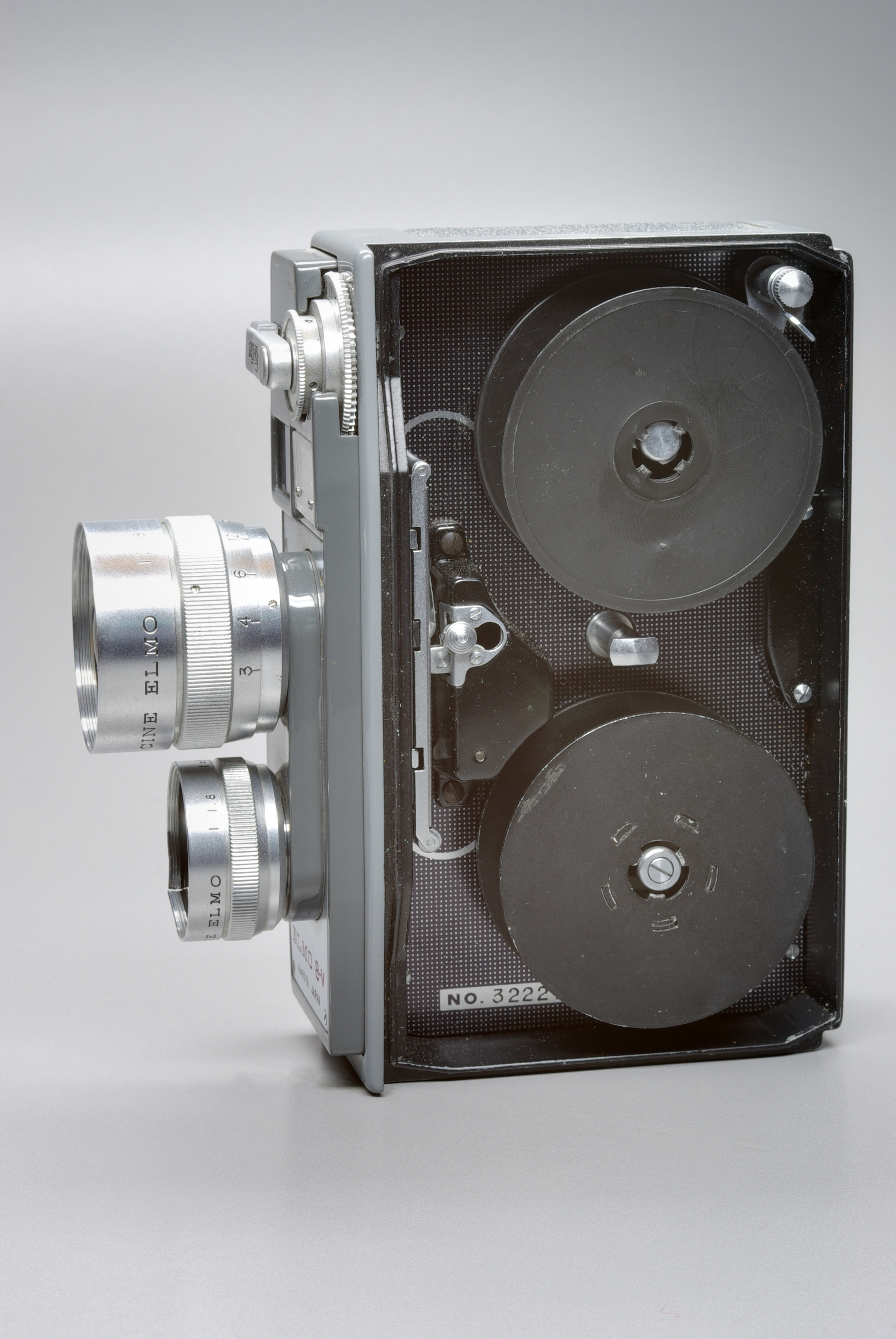